# Gleitschirmfliegen

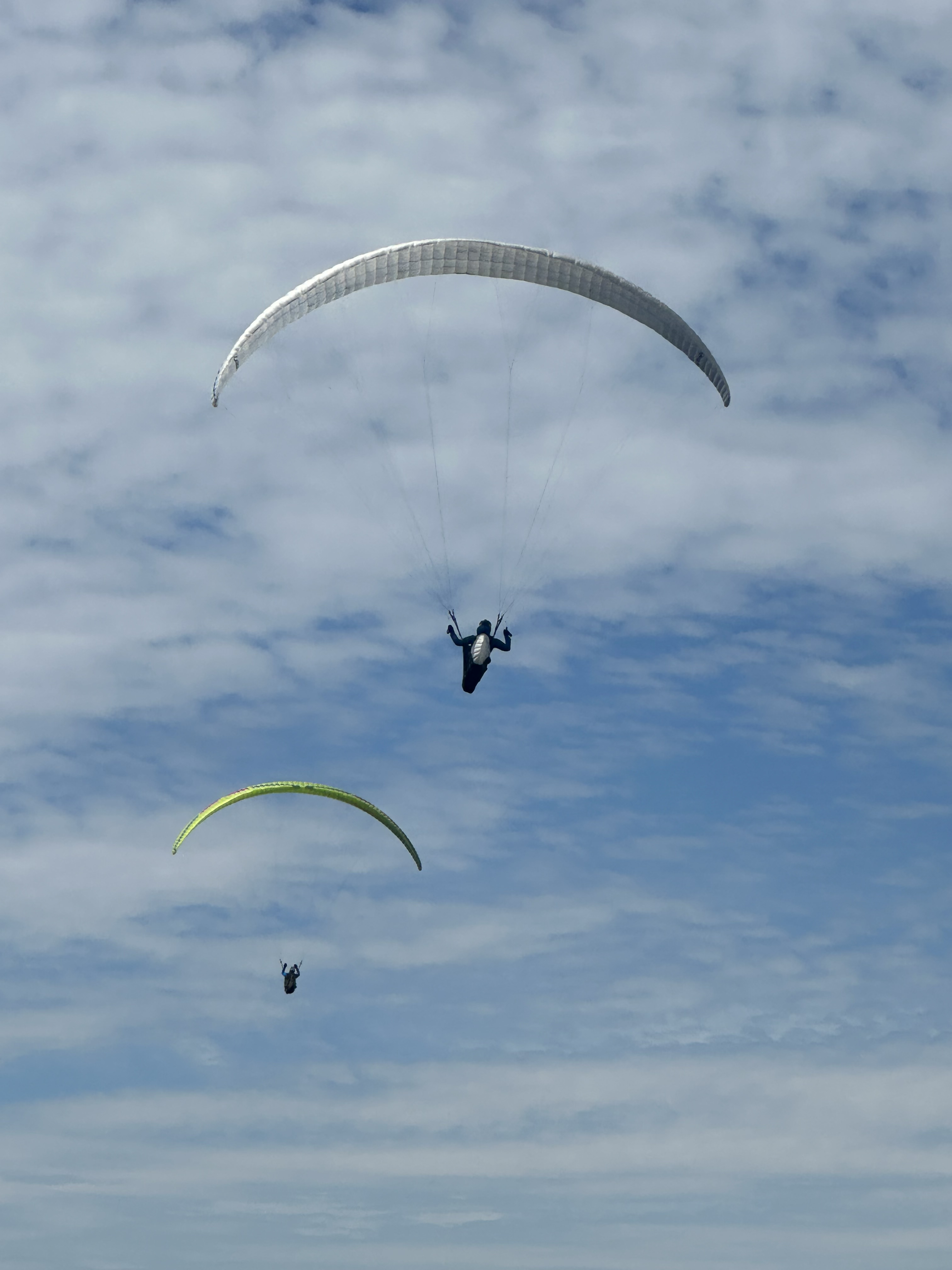
Gleitschirme im Flug

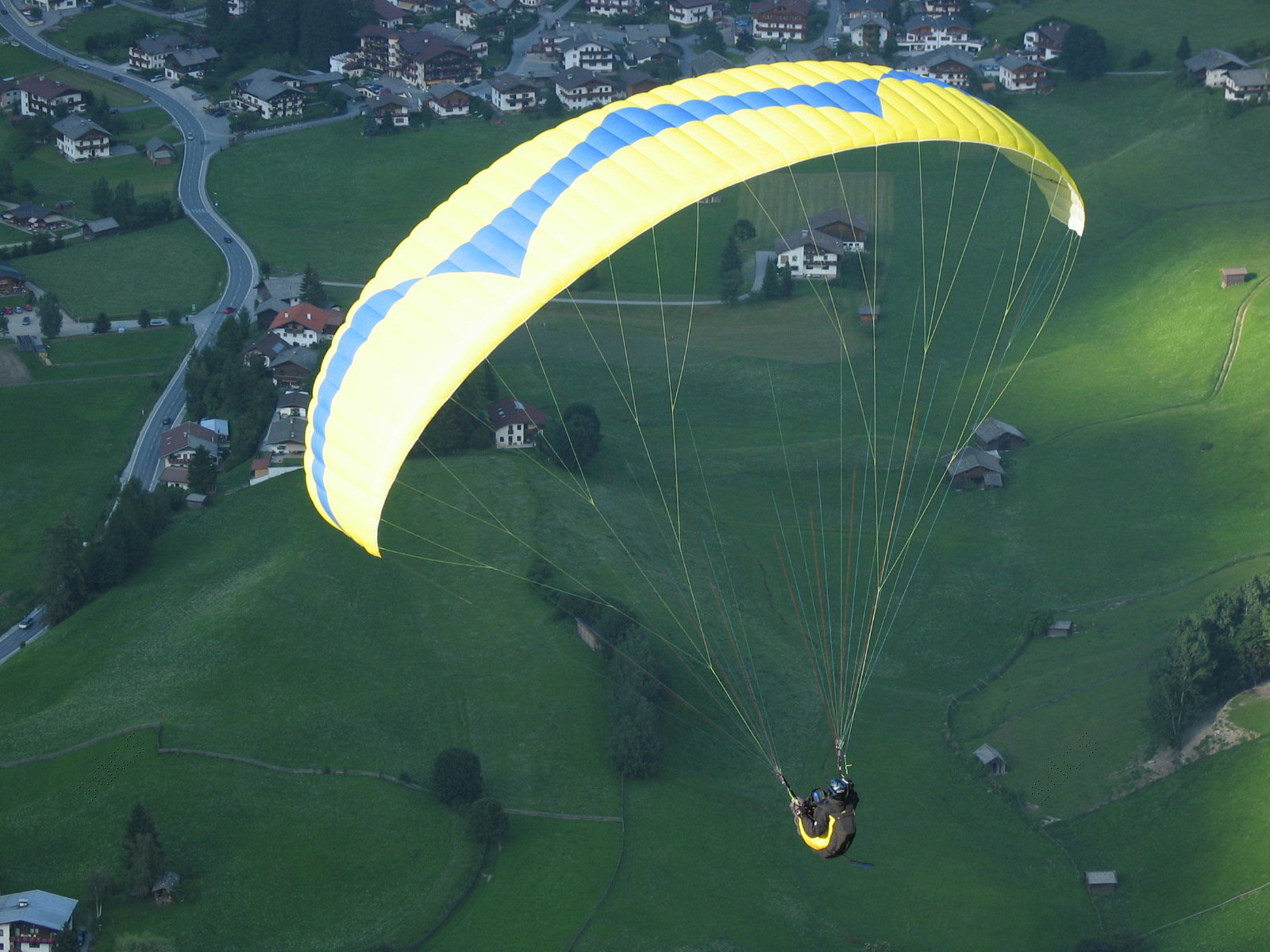
Über dem Stubaital

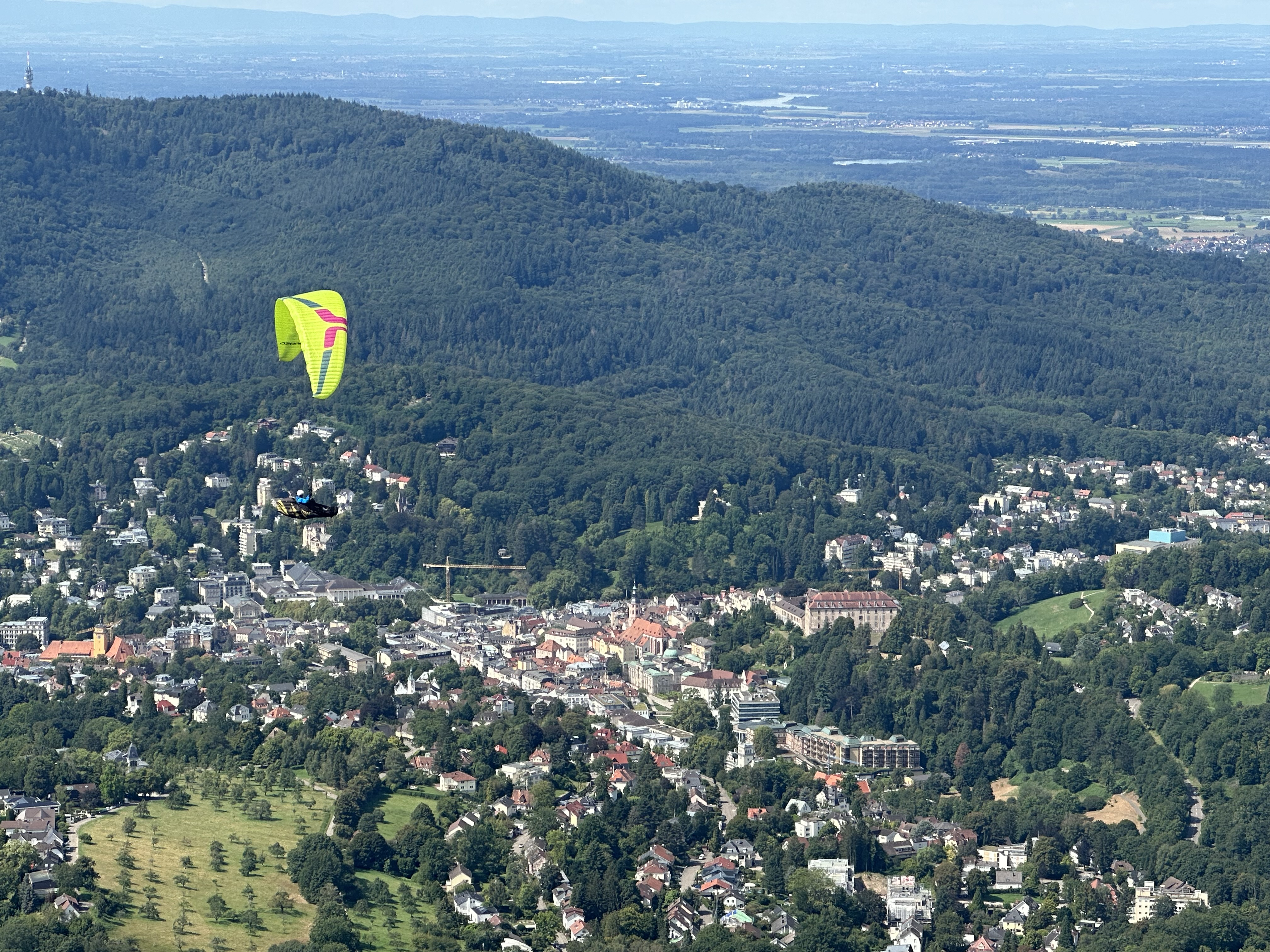
Über Baden-Baden

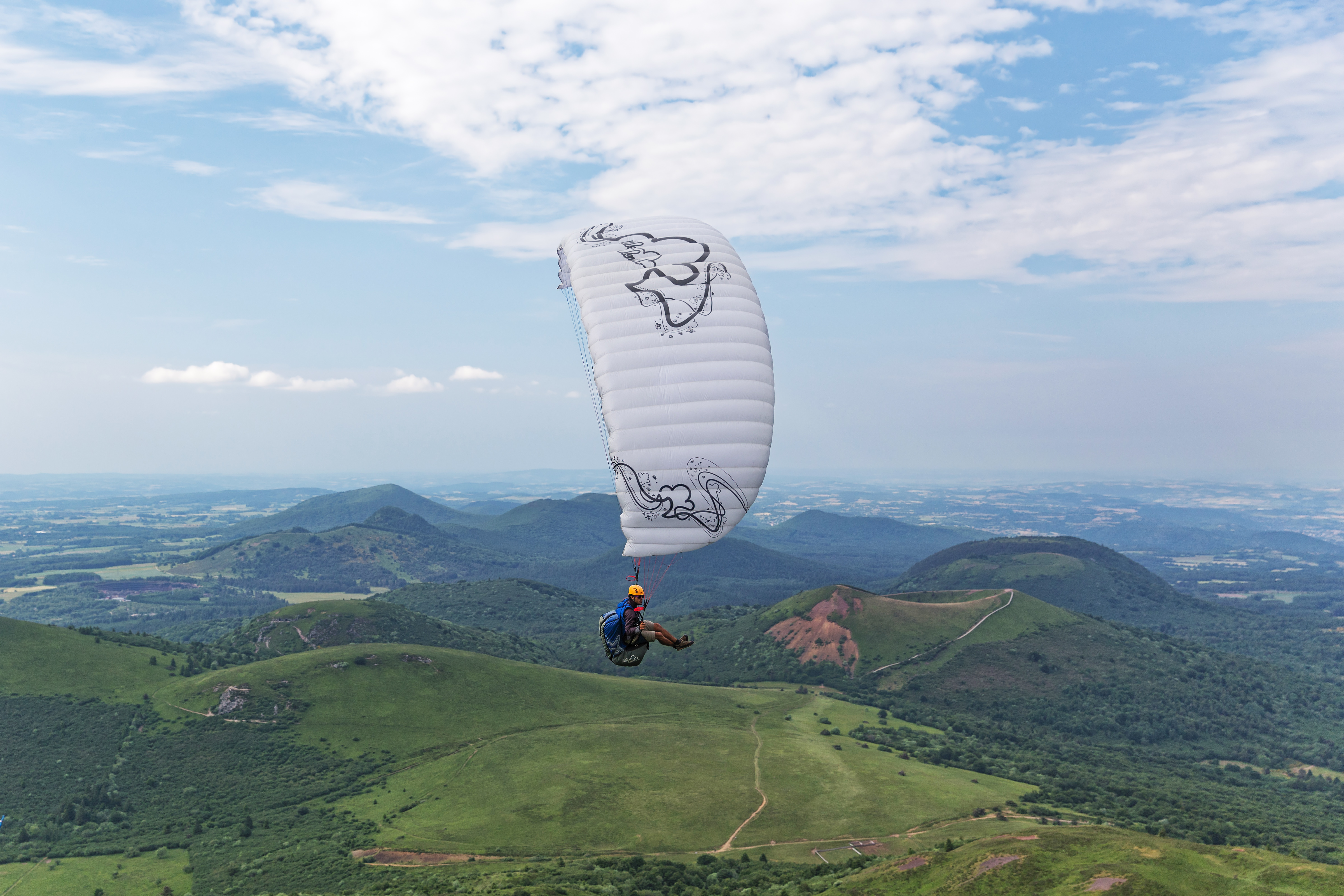
Beim Puy de Dôme

Die Luftsportart Gleitschirmfliegen oder Paragleiten (abgeleitet von englisch paragliding) bezeichnet das Gleitsegeln mit einem Gleitschirm. Der Pilot sitzt oder liegt dabei in einem Gurtzeug unter dem Gleitschirm und ist mit diesem durch Leinen verbunden. Die oft synonym verwendeten Begriffe Gleitsegeln und Gleitsegelfliegen sind in der Definition weniger genau. Daneben gibt es auch das motorisierte Fliegen mit Gleitschirmen.

## Geschichte
Das Gleitschirmfliegen begann 1965 mit dem Sailwing von David Barish. Dieser bezeichnete die neue Sportart als Slope Soaring (wörtlich Hangfliegen), stieß damit aber nur auf geringe Resonanz.
Die Entwicklung des Gleitsegelns brach damit aber nicht ab, sondern setzte sich, unter Verwendung von geeigneten Flächenfallschirmen, vorübergehend als Spezialdisziplin des Fallschirmsports fort. Entscheidenden Anteil daran hatten die Veröffentlichungen von Dan Poynter Anfang der 1970er Jahre, in denen er auch Slope Soaring und Paragliding beschrieb und 1974 schließlich Parasailing sogar in einem Lehrbuch propagierte. Eine echte Schlüsselrolle kommt diesem Buch allerdings nicht mehr zu, denn bereits ab 1972 war die Idee des Gleitsegelns in Deutschland und Österreich vertreten, und die ersten Flüge fanden auch in Europa bereits vor 1974 statt.

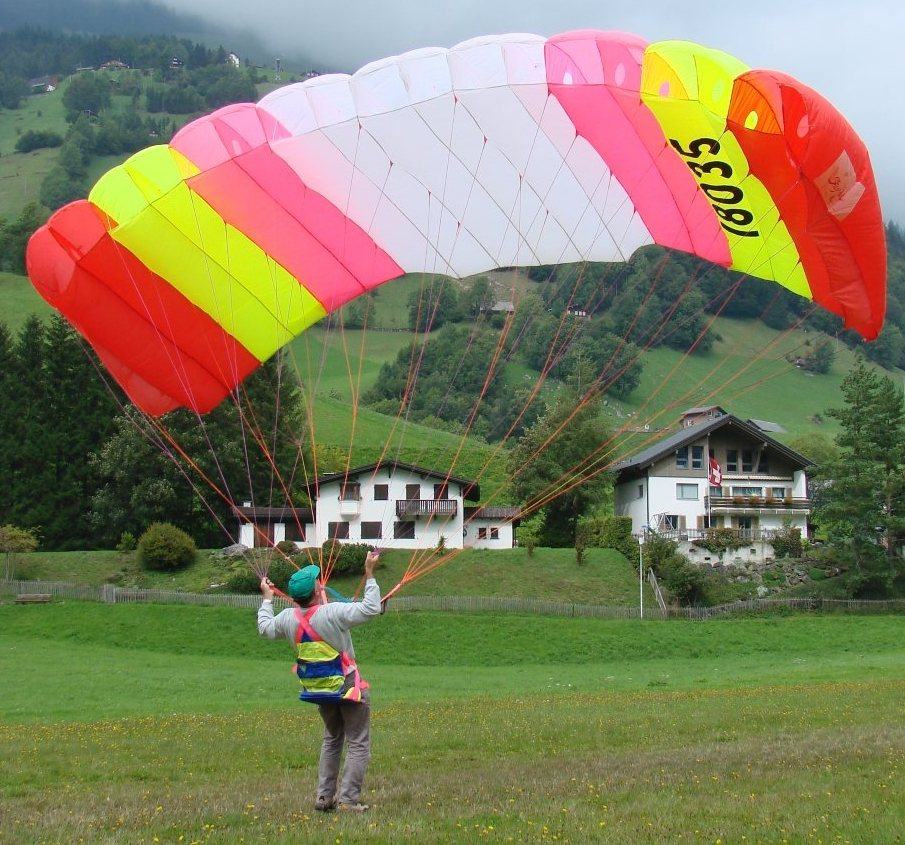
Ein Gleitschirm von 1988

Bei diesem sogenannten Bergfliegen erfolgten die Starts wegen der geringen Gleitleistung der verwendeten Flächenfallschirme vornehmlich in steilem Gelände, so etwa von der Skiabfahrt in Kitzbühel, vom Tegelberg, vom Säntis und an ähnlich steilen Bergen. Die damaligen Flüge waren im Wesentlichen auf schnelles Hinabfliegen ins Tal begrenzt. „Kontrollierte Abstürze“, wie sie bisweilen scherzhaft genannt wurden, waren diese Flüge jedoch nicht. Die verwendeten Flächenfallschirme waren zum damaligen Zeitpunkt bereits weitgehend ausgereifte und gut steuerbare Systeme. Den ab Anfang der 1980er Jahre entwickelten „Gleitschirmen“ waren diese (sowohl von der Verarbeitung als auch von ihren grundsätzlichen flugtechnischen Eigenschaften her) zumindest unter Sicherheitsaspekten noch eine ganze Weile überlegen. Starts waren auch mit den ersten Gleitschirmen noch eine „Herausforderung“ und sowohl Gleitzahlen wie Sinkraten bergfliegender Fallschirme und erster Gleitschirme waren somit durchaus vergleichbar (Gleitzahl ca. 3, Sinkraten ca. 3 m/s).
Erst mit der erfolgreichen technischen Weiterentwicklung der speziell auf die Verwendung zum Gleitsegeln zugeschnittenen Gleitschirme setzte sich das Gleitschirmfliegen schließlich als eigene Sportart durch – fast so, wie es sich Barish schon 1965 unter seinem Begriff Slope Soaring vorgestellt hatte.
Zum weiteren geschichtlichen Hintergrund siehe die Artikel Gleitsegel und Gleitsegeln.

## Ausrüstung

### Der Gleitschirm

Schematischer Aufbau eines Gleitschirms

Zur Ausrüstung eines Gleitschirmpiloten gehört in erster Linie der Gleitschirm. Dieser besteht aus einer Kappe, die durch Leinen mit dem Gurtzeug verbunden ist.
Die Kappe besteht meist aus einer zweilagigen Tragfläche (Ober- und Untersegel) aus Nylon-Stoff in Ripstop-Technik, das für eine bessere Luftundurchlässigkeit beschichtet ist, häufig auf Silikonbasis. Zusätzlich schützt die Beschichtung das Gewebe gegen mechanische Beanspruchung und UV-Licht bedingte Alterung. Zur besseren Formgebung ist die Kappe durch Profilteile in viele Kammern unterteilt, welche in Flugrichtung angeordnet und an der Hinterkante verschlossen sind. Dies verleiht den Gleitschirmen zusammen mit der von vorne einströmenden Luft das notwendige Flügelprofil. Dadurch entsteht ein Auftrieb.
Von der Segelunterseite führen Fangleinen in mehreren Ebenen hinunter zu den Tragegurten. Eingesetzt werden hierfür zumeist dünne, mit Nylon ummantelte Aramid- oder Dyneema-Fasern mit einer hohen Reißfestigkeit.

### Gurtzeug

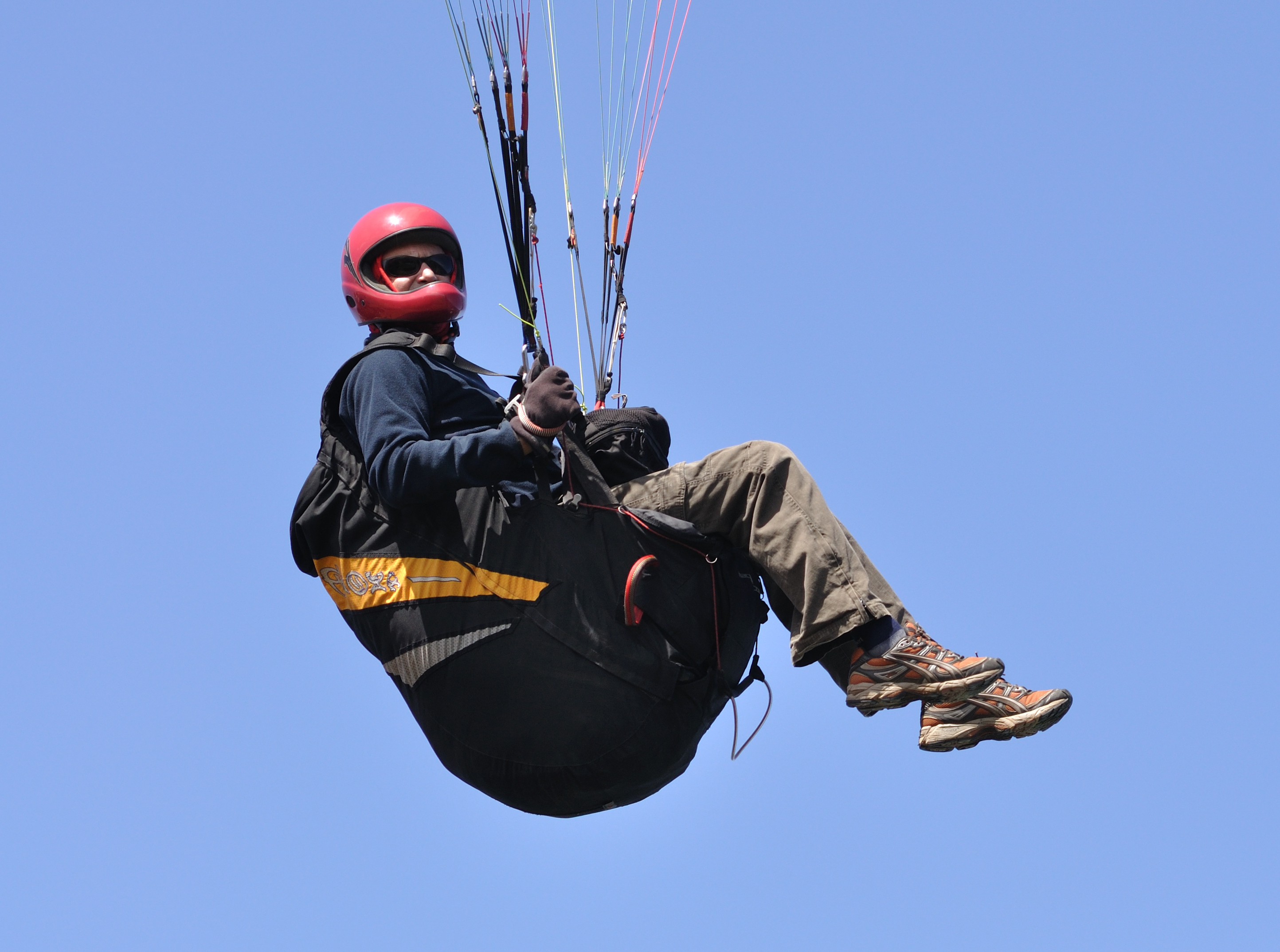
Gleitschirmpilot mit Gurtzeug im Flug

Das Gurtzeug ist der Sitz, mit dem der Pilot mit dem Gleitschirm verbunden ist. Mittels Karabinerhaken werden die Tragegurte des Schirms eingehängt.
Hinter und unter dem Sitz verbirgt sich ein Protektor in Form eines Schaumstoff- oder Luftkissens, der unsanftes Aufsetzen auf dem Boden mildern und somit Verletzungen vorbeugen soll. Bei Leichtgurtzeugen wird, aus Gewichtsgründen, oft kein Protektor verbaut.

### Rettungsfallschirm
Ein weiterer Teil der Sicherheitsausrüstung ist der Rettungsfallschirm, kurz auch „Rettung“ oder „Retter“ genannt. Dieser Notfallschirm soll den Piloten in gebremstem, meist senkrechten Gleiten zum Erdboden zurückbringen, wenn der Gleitschirm nicht mehr flugfähig ist. Der Rettungsfallschirm ist im Rückenteil oder an der Seite des Gurtzeugs angebracht, manche werden in einem Frontcontainer vor dem Piloten montiert.

### Technische Hilfsmittel
Viele Gleitschirmpiloten nutzen als technisches Hilfsmittel ein Variometer (kurz: Vario), um die eigenen Steig- und Sinkwerte sowie die Flughöhe ermitteln zu können. Vor allem im Streckenflug nutzen viele auch ein GNSS-Gerät zur Positionsbestimmung und Flugaufzeichnung. Inzwischen haben sich auf dem Markt Kombinationsgeräte etabliert, die beide Funktionen vereinen.
Manche Piloten führen zusätzlich ein Funkgerät mit. Dieses dient meist der privaten Kommunikation. Flugfunk ist bei dieser Art von Fliegerei nicht vorgeschrieben und wird eher selten beim Streckenfliegen genutzt, um gegebenenfalls eine Flugverkehrskontrollfreigabe einzuholen. In gewissen Regionen kann das Mitführen eines Funkgerätes auch vorgeschrieben sein, um Piloten über etwaige Luftrettungs-Einsätze zu informieren, da Gleitschirme diese behindern könnten.

### Bekleidung
Zur Bekleidung werden warme, winddichte Textilien, zum Beispiel Gore-Tex, verwendet, da es mit zunehmender Flughöhe kälter wird (zwischen 0,65 °C und 1 °C pro 100 Höhenmeter). Schuhe mit hohem Schaft als Knöchelschutz und ein obligatorischer Helm gehören ebenso zur Ausrüstung wie ein Paar Handschuhe zum Schutz der Finger, falls einmal direkt in die Leinen gegriffen werden muss.
Helme müssen keine bestimmten Vorgaben erfüllen. Dementsprechend kann sowohl ein spezieller Flugsporthelm, der nach DIN EN 966 zertifiziert (und eigens für das Gleitschirmfliegen bzw. Hängegleiten entwickelt) wurde, als auch ein Fahrradhelm legal verwendet werden. In der Schweiz ist der Helm nur während Prüfungen sowie der Ausbildung vorgeschrieben.

### Weiteres Zubehör
Manche Piloten verwenden ein Cockpit, um darauf technische Geräte wie Vario und GPS zu befestigen. Diese „Tasche“ wird vor der Brust des Piloten am Gurtzeug eingehängt und bietet außerdem Platz für ein Trinksystem, Kamera oder Landkarten.
In Deutschland wird das Mitführen einer Rettungsschnur empfohlen. Nach einer Baumlandung lässt der Pilot diese Schnur herab. Helfer befestigen daran ein Seil, das der Pilot dann zu sich heraufziehen kann. Mit dem Seil kann sich der Pilot am Baum sichern und eventuell auch abseilen.
Außerdem wird das Mitführen einer kleinen Erste-Hilfe-Ausrüstung und eines Gurtschneiders empfohlen.

## Starten, Fliegen und Aufdrehen, Landen

### Starten

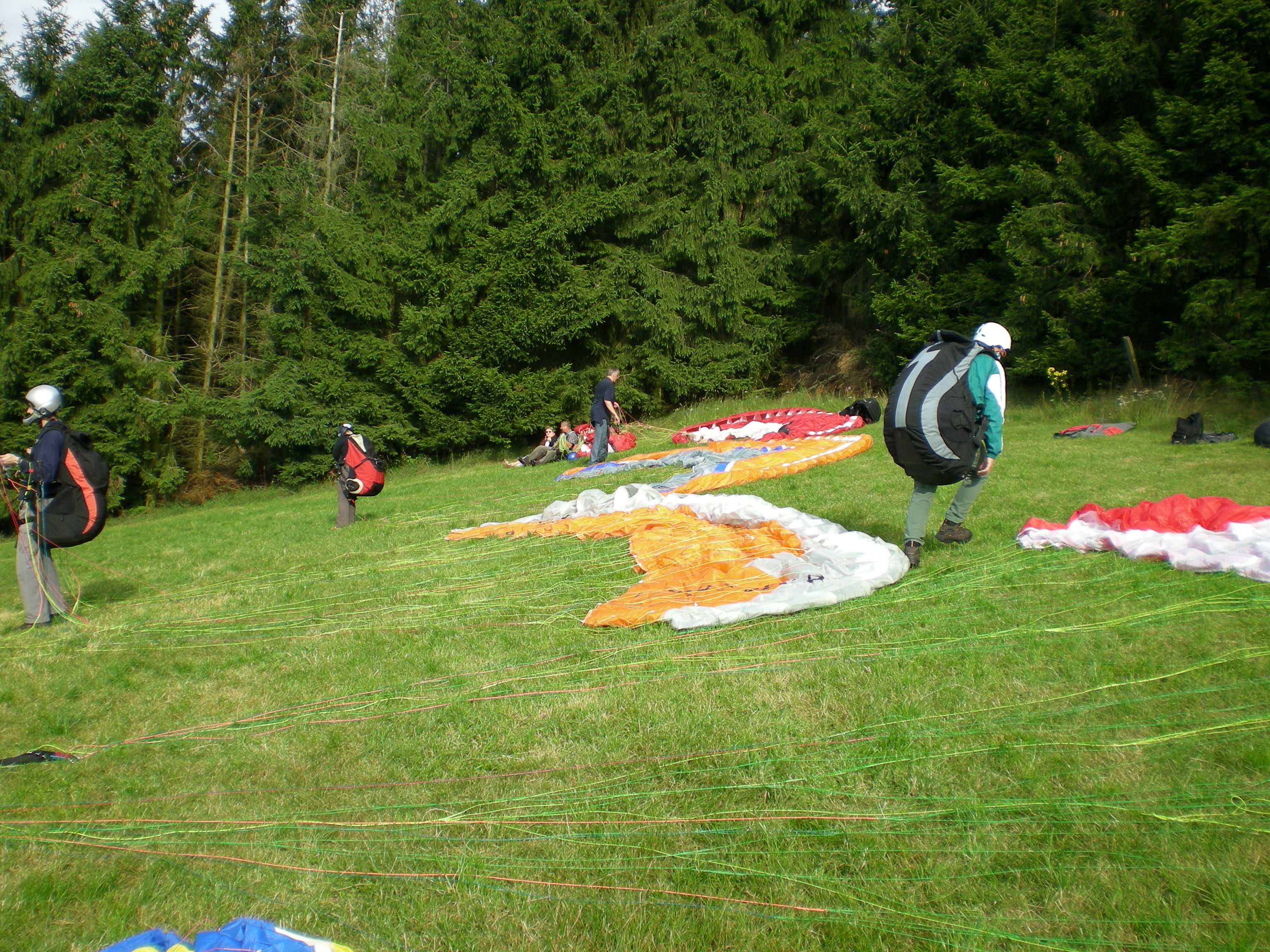
Startvorbereitungen

Gestartet werden Gleitschirme in der Startart Hang von Bergen und Hügeln aus, an steilen Küstenabschnitten oder in der Startart Winde mit Hilfe einer Schleppwinde. Dafür gibt es verschiedene Starttechniken, welche sich im Ablauf voneinander unterscheiden. Allen gemeinsam ist die Startvorbereitung: Zu Beginn führt der Pilot einen Vorflugcheck durch, bei dem er neben den räumlichen Bedingungen des Startplatzes (Unebenheiten, Hindernisse, Punkt zum Startabbruch) auch die meteorologischen Bedingungen sowie seinen Gleitschirm, das Gurtzeug und die Rettung prüft. Danach wird die Schirmkappe in Flugrichtung ausgebreitet und die Leinen werden (grob) sortiert. Nachdem der Pilot Griff und Verschluss des Rettungsgeräts überprüft hat, legt er das Gurtzeug an und schließt Bein- und Brustgurte. Falls noch nicht geschehen, hängt er die Tragegurte des Gleitschirms jeweils an den linken und rechten Karabiner des Gurtzeugs ein. Unmittelbar vor dem Start vergewissert sich der Pilot noch einmal durch den 5-Punkte-Check (Startcheck), ob
1. alle Gurte und Schnallen geschlossen sind,
2. alle Leinen frei liegen und nicht verknotet sind,
3. der Gleitschirm komplett ausgebreitet ist und die Eintrittskante offen liegt,
4. die Windbedingungen einen sicheren Start und Flug zulassen und
5. der Luftraum für den Start frei ist.

Sind alle Punkte erfüllt, kann der Start erfolgen.

#### Vorwärtsstart
Der Pilot steht entgegen der Windrichtung, den Gleitschirm hinter sich, und läuft langsam los. Durch den Zug an den Tragegurten über die Leinen wird das Segel mit Luft gefüllt und formt sich zu einem Flügel mit aerodynamischem Profil und steigt über den Piloten. Jetzt sorgt ein kontrolliertes, den Windverhältnissen angepasstes Bremsen dafür, dass der Schirm am Scheitelpunkt über dem Piloten stehen bleibt. Ein Kontrollblick zeigt ihm, ob die Kappe komplett gefüllt über ihm steht und keine Leinen verheddert sind. Nun beschleunigt der Pilot weiter durch Vorwärtslaufen. Ab einer Geschwindigkeit (gegenüber der Luft) von ca. 20 km/h beginnt der Schirm zu tragen und hebt den Piloten in die Luft.

#### Rückwärtsaufziehen

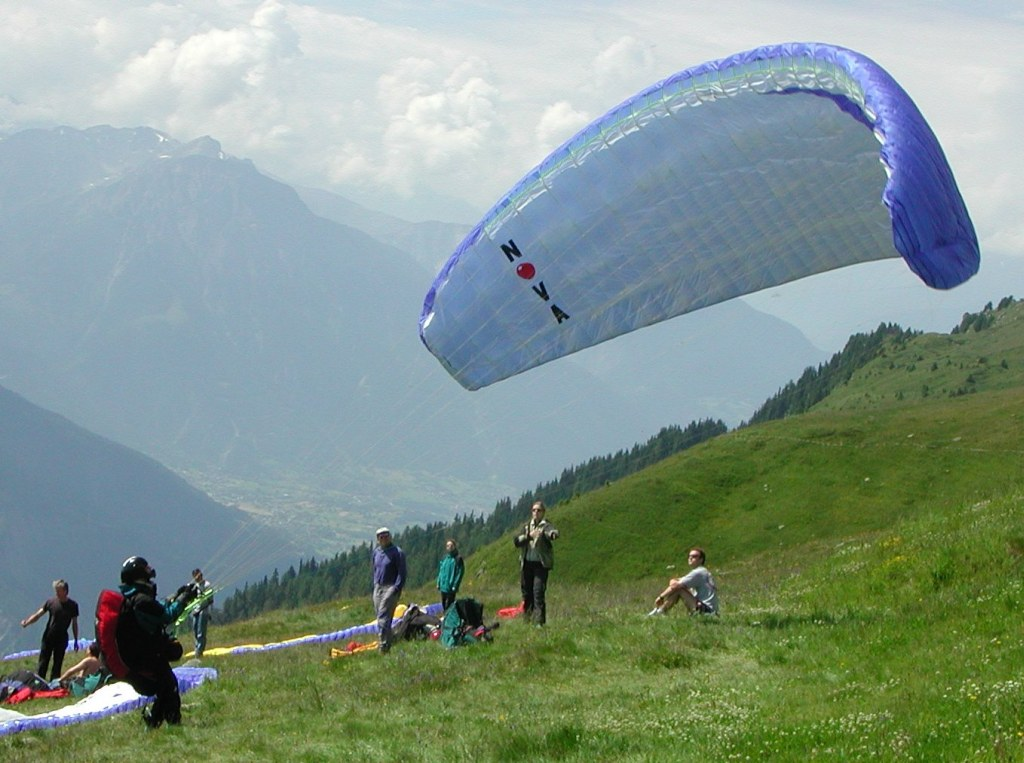
Rückwärtsaufziehen

Hier steht der Pilot mit dem Gesicht zum Gleitschirm, den Aufwind im Rücken. Durch Zug an den vorderen Leinen beginnt die Gleitschirmkappe nun wie beim Vorwärtsstart über den Piloten zu steigen. Hat die Kappe den Scheitelpunkt erreicht, muss sich der Pilot in Flugrichtung ausdrehen und kann gegen den Wind loslaufen und abheben wie beim Vorwärtsstart.
Bei dieser Startmethode ist es für den Piloten einfacher, das Aufsteigen der Kappe zu kontrollieren und Feinkorrekturen durchzuführen. Deswegen empfiehlt sich diese Technik gerade bei stärkeren Windverhältnissen. Dagegen fehlt bei schwachem Wind ein ausreichender Luftstrom zum Füllen der Kappe – der Pilot muss dies durch Rückwärtslaufen kompensieren. Auch an der Winde kann der Rückwärtsstart ausgeführt werden. Besonders Tandempiloten verfahren häufig so.
Eine besondere Form des Starts ist der „Cobrastart“. Bei dieser Starttechnik legt der Pilot den Gleitschirm etwa in einem Winkel von 60 Grad zur Windrichtung und zieht nur die windabgewandte Seite der Kappe auf. Dadurch verringert sich die Windkraft, die auf die Fläche des Schirms wirkt. Der Pilot hat bei sehr windigen Bedingungen den Vorteil, dass er in der ersten Aufziehphase nicht gegen die volle Gewalt des Windes ankämpfen muss.

#### Windenstart

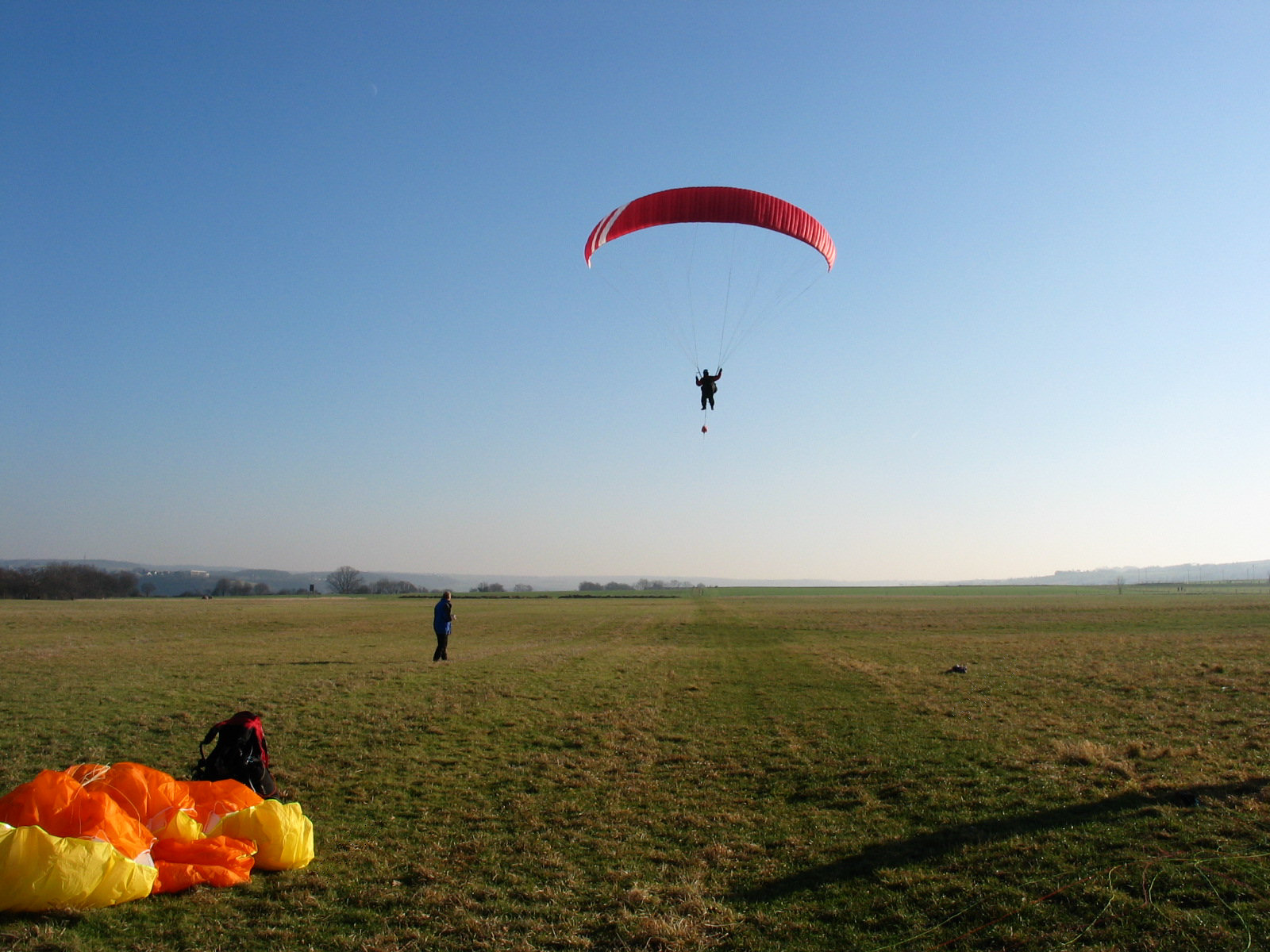
Gleitschirm beim Windenstart

Im Gegensatz zum Hangstart wird der Pilot samt Gleitschirm mit Hilfe einer Seilwinde hochgeschleppt. Man unterscheidet zwei Windentypen: Die motorisierte Aufrollwinde und die Abrollwinde, die an einem Fahrzeug befestigt ist.
Die Aufrollwinde hat während des Schleppvorgangs einen festen Standort und zieht das Seil ein, während der Gleitschirm bis zum Erreichen des Ausklinkpunktes steigt. Durch den Aufrollvorgang nimmt die Seillänge zwischen Schirm und Winde dabei kontinuierlich ab.
Die Abrollwinde ist meist an der Anhängerkupplung eines PKW befestigt, der mit Beginn des Schleppvorgangs vom etwa 100 m entfernten Gleitschirm wegfährt. Kurz nach dem Start beginnt die Winde nach Überschreiten einer entsprechend eingestellten Zugkraft das Seil abzurollen. Auf Grund der dadurch zunehmenden Seillänge kann der Gleitschirmpilot in der Regel höher steigen als beim Schleppen mit der Aufrollwinde.
Der Startablauf sieht zu Beginn ähnlich aus wie beim Vorwärtsstart. Nachdem der Pilot die Kappe bis zum Scheitelpunkt aufgezogen hat, hebt er durch die Zugkraft des Seils vom Boden ab. Sobald er am Seil die maximale Flughöhe erreicht hat, kann er sich durch eine Schleppklinke manuell davon lösen und weiterfliegen.
Für den Windenstart ist eine zusätzliche Ausbildung erforderlich.

### Steuern
Steuern lässt sich der Gleitschirm durch Gewichtsverlagerung und eine rechte und linke Steuerleine, auch Bremsleinen genannt, die über fächerförmige Verzweigungen (Bremsspinne) mit der Hinterkante des Gleitsegels verbunden sind. Zieht der Pilot an einer dieser Steuerleinen, wird der Gleitschirm einseitig angebremst und lenkt in Richtung der angebremsten Seite in eine Kurve. Verlagerung des Gewichts zur kurveninneren Seite unterstützt das Einleiten einer Kurve zusätzlich. Langgezogene, flache Kurven können auch allein durch Gewichtsverlagerung geflogen werden. Eine weitere Möglichkeit zum Steuern bietet die hinterste Leinenebene, die durch maßvollen Einsatz die Steuerleinen bei Bedarf ersetzen können.

### Bremsen

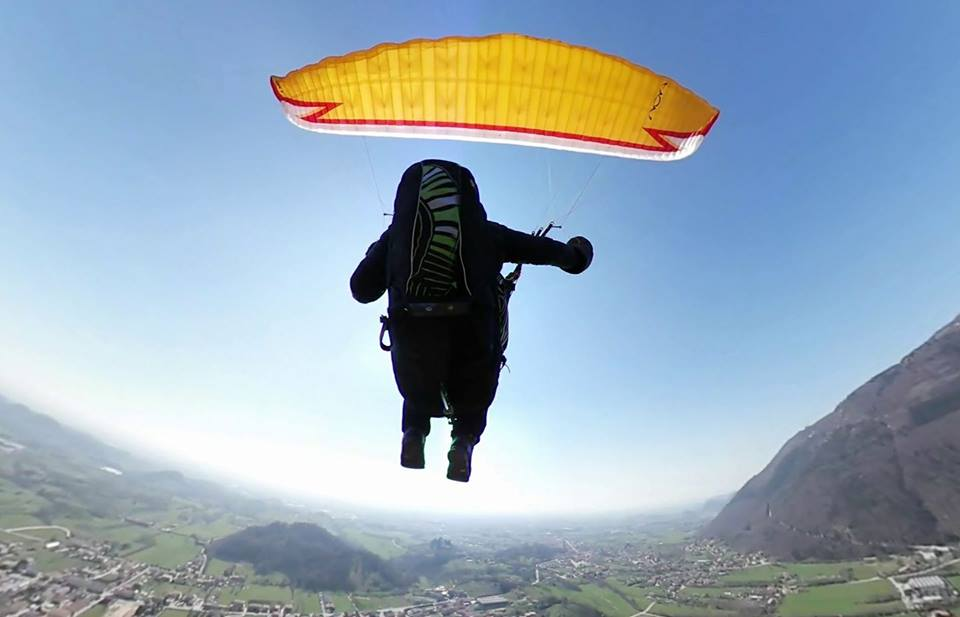
Gleitschirm im Flug, links angebremst

Ein beidseitiges Ziehen dieser Steuerleinen bewirkt ein Abbremsen des Fluggerätes. Dies wird insbesondere beim Starten und Landen sowie zum Erreichen des geringsten Sinkens eingesetzt. Noch ein weiterer positiver Effekt beim Anbremsen ist die höhere Stabilität der Gleitschirmkappe. Daher wird bei turbulenten Verhältnissen der Schirm meistens „leicht angebremst“ geflogen.
Ein Fluggerät kann aber nicht beliebig langsam geflogen werden. Ein zu starkes Anbremsen des Gleitschirmes kann zu einem Strömungsabriss am Flügelprofil führen. Ein Strömungsabriss, auf Englisch auch Stall genannt, lässt schlagartig den Auftrieb und den Vortrieb zusammenbrechen. Bei ungenügender Reaktion des Piloten kann dies zu einem unkontrollierbaren Flugzustand oder Absturz führen.

### Beschleunigen
Durch ein fußgesteuertes Seilzugsystem, dem Beschleuniger oder Speedsystem, welches üblicherweise mittels Brummelhaken mit den Tragegurten verbunden ist, oder mit den Händen bedienten Trimmern, kann der Pilot den Anstellwinkel des Gleitschirms beeinflussen. Durch das Betätigen dieser Vorrichtung wird die „Kappennase“ nach unten gezogen. Der kleinere Anstellwinkel zur anströmenden Luft bewirkt durch den sinkenden Luftwiderstand neben der erhöhten Vorwärtsgeschwindigkeit ein stärkeres Sinken sowie eine erhöhte Dynamik des Schirms bei Luftturbulenzen.
Die Gefahr von Einklappern steigt hierbei.
Beim Flug mit eingeklappten Ohren erhöht sich der Anstellwinkel durch den höheren Luftwiderstand der Kappe, was dann durch Betätigung des Speedsystems kompensiert werden kann. Bei diesem Manöver hat das Speedsystem einen stabilisierenden Effekt.
Der Beschleuniger wird eingesetzt, um schneller voranzukommen, z. B. um Gebiete mit sinkenden Luftmassen (Fallwinde) schnell verlassen zu können, um bei starkem Gegenwind nicht nach hinten abgetrieben zu werden oder um Talquerungen schneller überfliegen zu können. Weiter hilft die erhöhte Vorwärtsgeschwindigkeit, ein Gebiet schneller nach Aufwinden absuchen zu können.

### Aufdrehen, Aufkurbeln

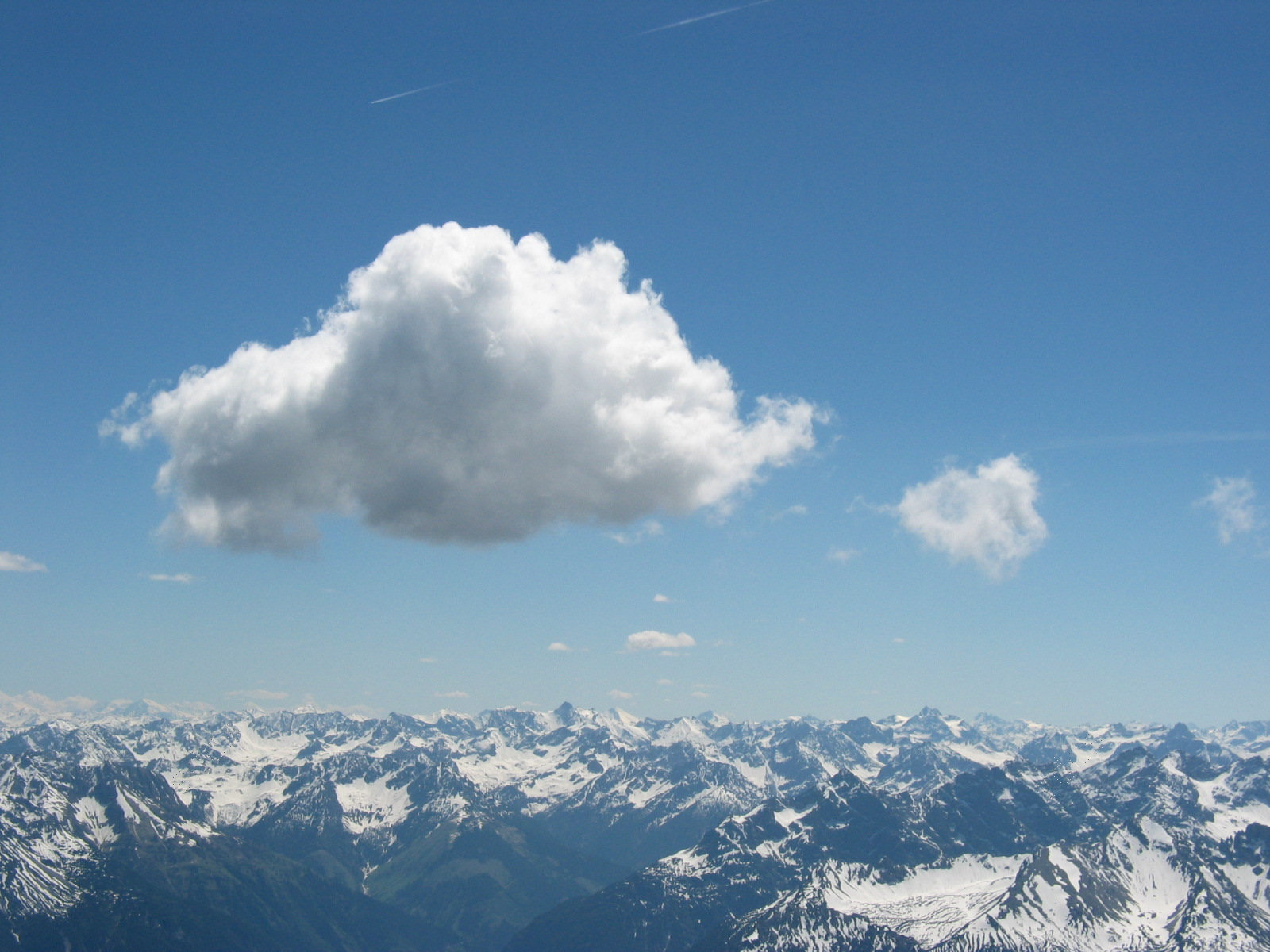
Cumuluswolken sind ein Indikator für thermische Aufwinde

Da der Pilot und der Gleitschirm schwerer als die umgebende Luft sind, kann mit dem Gleitschirm in ruhiger Luft nur ein Abgleiten zum Boden erfolgen. Nur bei Gleitschirmen mit Antrieb (Motorschirm) ist ein aktiver Höhengewinn möglich. Wie bei Segelflugzeugen können diese Fluggeräte aber unter Ausnutzen von Aufwinden Höhe gewinnen. Dabei werden sowohl die thermischen als auch die dynamischen Aufwinde genutzt.
- Thermische Aufwinde entstehen durch Temperaturdifferenzen der Luftmassen. In der Pilotensprache bezeichnet man diese als Blasen (einzelne Luftpakete), Schlauch oder Bart – das sind quasistationär aufsteigende Luftmassen. Für das Streckenfliegen sind Aufwinde unter Wolken von besonderer Bedeutung. Sie entstehen durch die Kondensation aufsteigender feuchter Luft und können ihrerseits weitere Luftmassen ansaugen. Bei entsprechenden Windverhältnissen entstehen regelrechte Wolkenstraßen, die so abfliegbar sind.

Im Luv eines Berges können nutzbare Aufwinde entstehen

- Die Nutzung der dynamischen Aufwinde wird als „Soaren“ bezeichnet. Hierbei werden die Wind-Strömungen zum Höhengewinn ausgenutzt, welche von Hindernissen wie Bergflanken oder Steilküsten nach oben gerichtet werden.

Der Pilot kann so von einem Aufwindgebiet zum nächsten fliegen. Für die mögliche Flugdistanz ist neben der Dichte, Intensität und Höhe der Aufwindbereiche auch die Windstärke, die Gleitleistung des Fluggeräts und die nutzbare Tageszeit maßgebend. Bei entsprechender Anwendung und Kombination der Techniken kann der Pilot stundenlang in der Luft bleiben. Es lassen sich so auch größere Strecken (siehe Rekorde) zurücklegen.
Thermische Aufwinde können fliegerisch bis zur Wolkenuntergrenze, der Basis, ausgenutzt werden. Nach deutschem Luftrecht darf in unkontrollierten und kontrollierten Lufträumen bis Flugfläche FL100 (entspricht 10.000 ft. bzw. 3048 m über der Standardatmosphäre von 1013 hPa) ohne Freigabe durch die Flugsicherung geflogen werden. Im Hochgebirge wie den Alpen liegt diese Grenze höher bei FL130 (ca. 3962 m), um einen Überflug des Gebirges unterhalb der freigabepflichtigen Lufträume zu ermöglichen.
In den Schweizer Alpen ist es am Wochenende erlaubt, teilweise bis 4600 m aufzusteigen.
Für Luftraum C („Charlie“) oberhalb FL100 bzw. FL130 ist eine Freigabe der Flugsicherung nötig, die für Gleitschirme mangels Transponder und Flugfunkgeräten in der Regel nicht erteilt wird.

### Flugmanöver und Flugzustände mit dem Gleitschirm
Mit einem Gleitschirm lassen sich verschiedene Flugmanöver durchführen. Sie werden im Rahmen der Grundschulung oder in Kursen gelehrt und helfen den Piloten, die Fluglage in nahezu jeder Situation zu beherrschen und zudem für turbulente Verhältnisse beim Thermikfliegen gerüstet zu sein.
Dazu gehört die Beherrschung der verschiedenen Flugzustände wie bestes Gleiten, geringstes Sinken, Minimalgeschwindigkeit, beschleunigter Flug. Ebenso sollten die wichtigsten Störungen behoben werden können wie seitlicher Klapper, Frontklapper, Sackflug. Auch die Beherrschung der Abstiegshilfen ist wichtig: Beschleunigtes Fliegen (mit damit verbundenem erhöhtem Sinken), Ohren anlegen, Steilspirale, B-Stall.
Für Fortgeschrittene bieten sich weitere Manöver aus dem Bereich der Gleitschirm-Akrobatik an. Allerdings ist in Deutschland der Kunstflug mit Luftsportgeräten verboten, wobei Kunstflug für Hängegleiter und Gleitsegel als Flugzustände mit einer Neigung von mehr als 135° um die Quer- oder Längsachse definiert ist.

### Landen

Landeeinteilung mit dem Gleitschirm (Linksvolte)

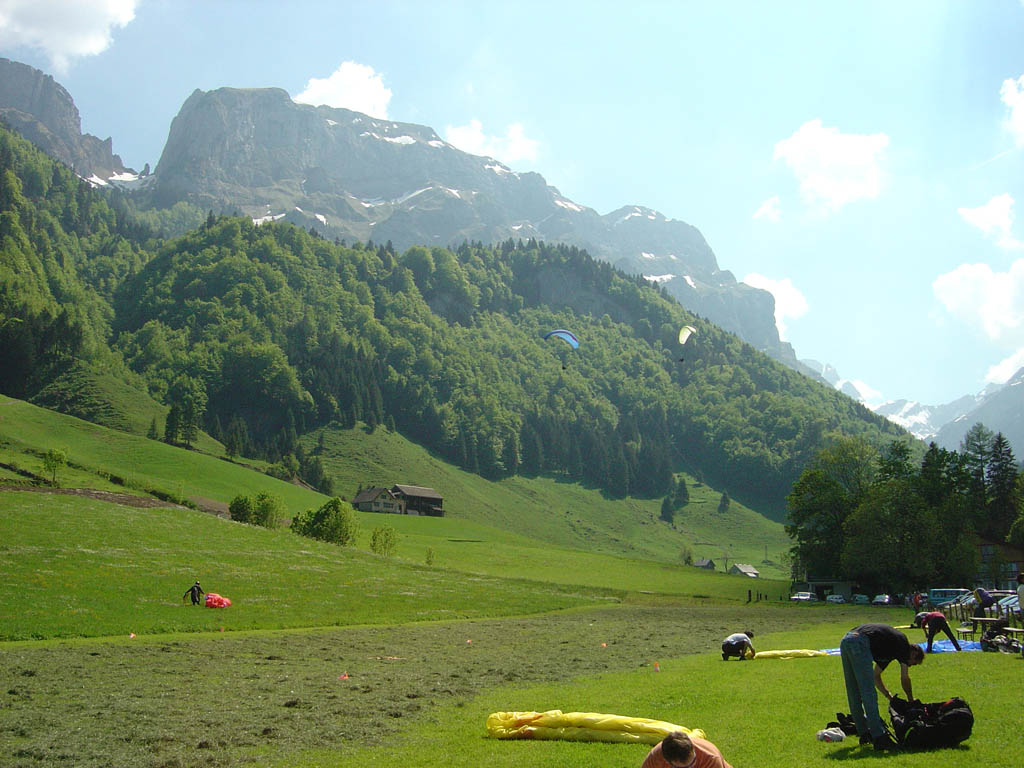
Gleitschirmlandeplatz in den Alpen (Wasserauen, Schweiz)

Das Landen steht naturgemäß am Ende jedes Fluges. Viele Fluggebiete haben explizite Landeplätze, die gepflegt werden und an denen Windrichtungsanzeiger die Beobachtung der Luftströme ermöglichen. Beim Streckenflug verlässt man die Nähe des Startberges. Falls kein ausgewiesener Gleitschirm-Landeplatz in der Nähe ist, sucht sich der Pilot eine geeignete Stelle für eine Außenlandung.
Ein Landeplatz kann unter anderem nach folgenden Kriterien beurteilt werden: Sicherheit (keine Freileitungen, Bauten, Zäune, Seilbahnkabel oder sonstige Gefahrenquellen im Landebereich), aerodynamische Gesichtspunkte (möglichst frei angeströmte Fläche mit gleichmäßigem, nicht zu starkem Wind), Nähe zu Siedlungen und sonstiger Infrastruktur (damit der Rücktransport erleichtert wird) und Bodenbeschaffenheit (optimal ist eine gemähte Wiese ohne Hindernisse wie Sträucher, Baumstümpfe oder Mauern). Landungen sind nicht nur auf ebenen Flächen im Tal, sondern teilweise auch am Hang (Hanglandung) oder oben auf dem Berg (Toplandung) möglich.
Sobald der Pilot in der Nähe des anvisierten Landeplatzes angelangt ist, plant er passend zur Windrichtung seine Landeeinteilung. In Anlehnung an die Prozeduren der „großen“ motorisierten Fliegerei wird zur Landung meist eine Landevolte geflogen. Diese Landeeinteilung hat eine U-förmige Flugbahn und besteht aus
Positionskreis
Position seitlich versetzt zum geplanten Landepunkt, zum Höheabbau durch Kreise
Gegenanflug
Flugbahn führt parallel zum geplanten Endanflug vom Landepunkt weg
Queranflug
(verlängerter) Übergang zum Endanflug
Endanflug
Ausrichtung und Anflug des eigentlichen Aufsetzpunktes; gegen den Wind ausgerichtet, um die Geschwindigkeit des Gleitsegels in Bezug auf den Boden möglichst gering zu halten.
Am Landepunkt setzt der Pilot mit einer Laufbewegung oder sogar stehend auf den Boden auf. Der gezielte Abbau der Höhe kann durch Variation verschiedener Elemente gesteuert werden: Man kann mehr oder weniger Positionskreise fliegen, den Gegenanflug und den Queranflug verlängern oder verkürzen, durch Einsatz der Bremsleinen die Flugbahn des Sinkflugs verlängern oder verkürzen und durch Aufrichten des Körpers den Luftwiderstand erhöhen. Beim gesamten Landevorgang wird der anvisierte Landepunkt regelmäßig angepeilt, um frühzeitig nötige Korrekturen der Flugbahn zu erkennen. Mit dieser Einteilung lässt sich eine punktgenaue Landung gut vorbereiten. Andere Piloten im Landeanflug können durch den geregelten Ablauf den Flugweg des Anderen gut abschätzen.
Eine weitere Methode ist der Höhenabbau durch Fliegen von S-Schleifen in Landerichtung (Abachtern). Diese Methode wird vor allem bei starkem Wind angewendet, um nicht leeseitig des Landeplatzes abgetrieben zu werden.
Bei Landeplätzen mit höherer Frequentierung gibt es oft ergänzende Regelungen, welche die Sicherheit der Piloten erhöhen sollen, z. B. Trennung der Landefläche in Gleitschirm- und Drachenlandebereiche, spezielle Anflugrichtungen und sonstige Hinweise, wie den Landeplatz zügig zu räumen und das Fluggerät in Abbauzonen am Rand einzupacken.

### Groundhandling

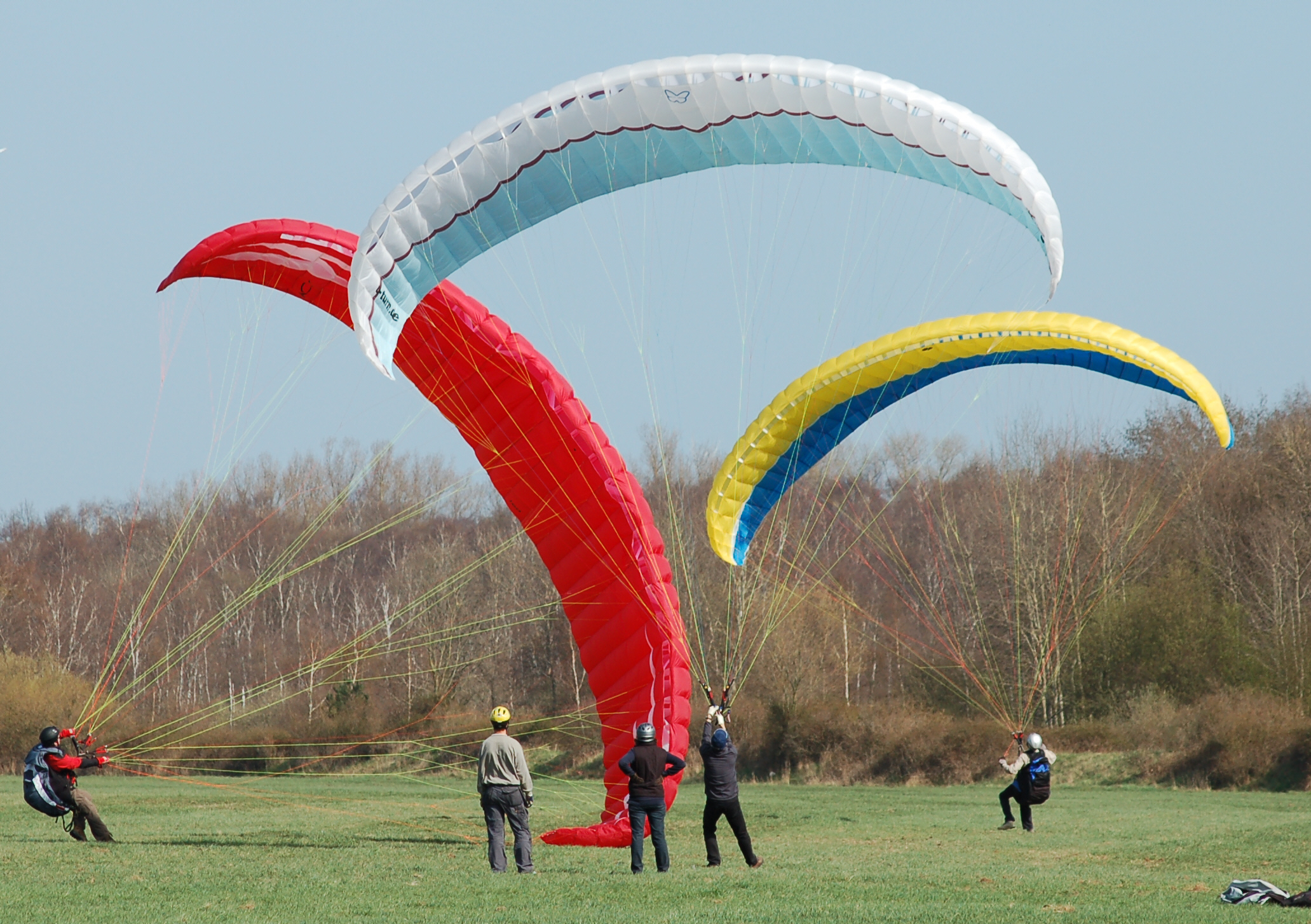
Groundhandling auf dem Flugplatz Uetersen

Unter Groundhandling versteht man das Trainieren der Handhabung des Gleitschirms bei Wind im flachen Gelände. Regelmäßiges Training kann einen positiven Effekt auf die Schirmkontrolle haben, welche wiederum die Sicherheit (insbesondere beim Starten und Landen) verbessert.

### Gefahren
Aufgrund der immer wieder verbesserten Sicherheitsstandards gilt Gleitschirmfliegen heute im Gegensatz zu bestimmten Trendsportarten auch bei vielen Versicherungen nicht mehr als Risikosportart. Es wird daher beispielsweise in der Schweiz von der normalen Unfallversicherung abgedeckt. In Deutschland und in Österreich sind jedoch bei vielen Versicherungen nach wie vor Zuschläge zu entrichten.
Auch die jährlich publizierten Unfallanalysen des Deutschen Hängegleiterverbands (DHV) und Einzelbeiträge zeigen, dass die Gefährdung beim Gleitschirmfliegen wesentlich von der Kompetenz und Einstellung des einzelnen Piloten abhängt. Deshalb gehören Gerätekunde und Meteorologie zu den wichtigen Bereichen der Ausbildung. Mögliche Gefahren und deren Erkennung werden zudem in den Publikationen der nationalen Verbände regelmäßig thematisiert:
- Eine Hauptgefahr besteht im Zusammenklappen der tragenden Gleitschirmkappe in der Luft. Da sie nur aus Tuch und Leinen besteht und keine starren, formerhaltenden Bauteile aufweist, können heftige Turbulenzen zu einem teilweisen oder sogar vollständigen Strömungsabriss mit schnellem Höhenverlust führen. Im Gegensatz zu anderen Fluggeräten führt dies jedoch nicht zu einem Geräteschaden, sondern nur zu temporärer Deformation der Kappe. Kleinere dieser Klapper können vom Piloten aber bereits im Anfangsstadium durch einen angepassten Flugstil abgefangen werden. Weiter ist eine überlegte Flugroutenwahl zur Vermeidung von turbulenten Bereichen hilfreich.

- Ein Pilot sollte über die meteorologischen Bedingungen während seines Fluges informiert sein. Dazu gehören Kenntnis über Windstärke und -richtung überregionaler Windströmungen sowie die lokalen Windbedingungen, wie zum Beispiel Talwinde. Andernfalls könnte er in die turbulenten Bereiche der Lee-Seite eines Berges oder eines anderen Hindernisses abgetrieben werden. Ebenfalls wichtig ist, die Thermik-Entwicklung im Auge zu behalten. Dazu gehört vor dem Flug ein sorgfältiges Studium der entsprechenden Flugwetterberichte sowie während des Fluges ein kontinuierliches Beobachten der Situation. Bei Nichtbeachten kann es sein, dass der Gleitschirmpilot in eine Cumulonimbus-Wolke gesaugt oder von starken Böen durch Kaltluftausflüsse solcher Wolken überrascht wird. Bei zweifelhaften Bedingungen ist auf einen Start zu verzichten.

- Hindernisse wie Stromleitungen oder nicht markierte Seile einer Seilbahn können zur Gefahr für den Piloten werden, da sie aus der Luft schlecht erkennbar sind, auch wenn sie in den einschlägigen Karten eingezeichnet sind.

- Kollisionen mit anderen Fluggeräten sind selten. Dafür gibt es international festgelegte Vorflug- und Ausweichregeln. Außerdem steht das unter Segelfliegern verbreitete Kollisionswarnsystem FLARM auch für Gleitschirmflieger zur Verfügung.[14][15] In kleinräumigen Aufwindbändern beim Hangsoaring oder beim gemeinsamen Fliegen in einer Thermik ist viel Aufmerksamkeit und gegenseitige Rücksichtnahme der Piloten gefordert, um Kollisionen zu vermeiden.

- Ebenfalls gefährlich sind Landungen im Meer, in Seen oder Fließgewässern. Durch Strömungen oder Bewegungen des Piloten kann sich dieser in den Leinen seines Gleitschirms verfangen. Piloten wird deshalb empfohlen, leicht zugängliche und gesicherte Gurtschneider bei sich zu tragen. Schneller kann man sich mit Trennkarabinern (sogenannten Quick-Outs) von seinem Schirm befreien, hierfür wird eine ausführliche Einweisung empfohlen.

#### Unfälle in Zahlen
Die Zahlen meldepflichtiger Unfälle deutscher Piloten, die sich weltweit ereignet haben.
- Blau: Unfälle und Störungen deutscher Piloten im In- und Ausland.
- Rot: Unfälle mit tödlichem Ausgang deutscher Piloten im In- und Ausland.

Die Zahl der im Deutschen Hängegleiterverband organisierten Gleitschirmpiloten stieg von knapp 20.000 im Jahr 1997 über etwa 26.000 im Jahr 2008 auf derzeit ca. 37.000.

## Ausbildung, Lizenz und rechtliche Rahmenbedingungen

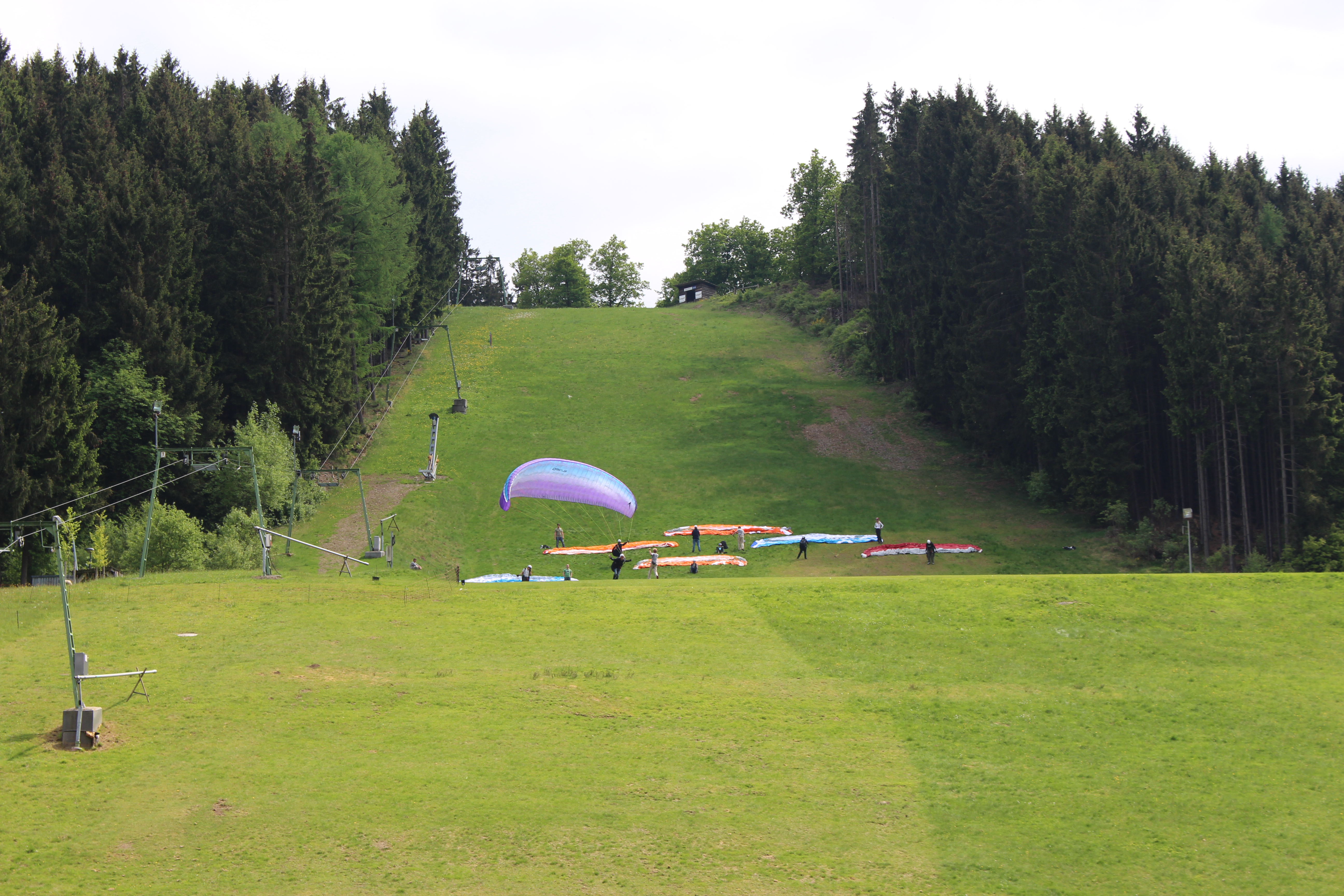
Ausbildung von angehenden Gleitschirmfliegern

In den meisten Ländern Europas sowie Nord- und Südamerikas ist eine Ausbildung mit abschließender Lizenz zum Gleitschirmfliegen vorgeschrieben. Diese Ausbildung wird durch eine staatliche Stelle, respektive einer von ihr bezeichneten Prüfungsstelle, geprüft und die Fluglizenz vergeben. Die Ausbildung erfolgt in der Regel über eine Flugschule.
Verglichen mit anderen Flugsportarten ist der Einstieg in das Gleitschirmfliegen günstig: Ausbildung und eine gebrauchte Komplettausrüstung kosten zusammen ca. 2500–4000 Euro bzw. bei einer neuen Ausrüstung ca. 5500 Euro.
Erste Schritte werden unter Aufsicht eines Fluglehrers an einem Übungshang gemacht. Nach einer grundlegenden Einweisung werden Boden- und Starthandling des Schirms und bei den ersten Hüpfern auch die grundlegenden Steuermanöver geübt. Danach beginnt die Schulung durch die Höhenflüge. Höhenflüge sind je nach Land unterschiedlich definiert.

### Deutschland / Österreich

Traube von Gleitschirmfliegern über dem Wallberg

Deutschland und Österreich haben die Ausbildungsrichtlinien einander angepasst. So wird der deutsche Luftfahrerschein für Luftsportgeräteführer und der österreichische Paragleiterschein im jeweils anderen Land anerkannt oder kann ohne weitere Prüfung umgeschrieben werden.

#### Grund- und Höhenflugausbildung
Das Mindestalter für den Beginn der Ausbildung in Deutschland ist 14 Jahre, wobei die abschließende Flugscheinprüfung erst ab dem 16. Lebensjahr absolviert werden kann. In Österreich kann die Ausbildung inklusive Prüfung ab dem 15. Lebensjahr erfolgen.
Nach drei bis sieben Übungstagen und etwa 20 Flügen mit einer Höhendifferenz zwischen 40 und 100 Metern zwischen Start- und Landeplatz kann man einen Lernausweis erhalten, der zum selbstständigen Fliegen mit Flugauftrag einer Flugschule berechtigt.
Der nächste Schritt ist die Höhenflugausbildung mit einer theoretischen Ausbildung in den Fächern Luftrecht, Meteorologie, Gerätekunde und Verhalten in besonderen Fällen im Umfang von 20 Unterrichtsstunden und 40 Flügen mit verschiedenen Übungen im praktischen Teil. Dabei wird, unter Aufsicht von zwei Fluglehrern, die Höhendifferenz schrittweise auf über 500 Meter gesteigert. Insgesamt sind 30 Flüge mit einer Höhendifferenz von mindestens 300 m und 10 Flüge mit einer Differenz von mindestens 500 m gefordert. Nach der bestandenen theoretischen und praktischen Prüfung erhält der Pilot den beschränkten Luftfahrerschein für Luftsportgeräteführer (Deutschland) bzw. die Grundberechtigung für Paragleiter (Österreich). Die alten Namen dieser Berechtigungen hört man weiterhin noch häufig: A-Schein (Deutschland), Sonderpilotenschein oder abgekürzt „SoPi“ (Österreich). Mit diesen Lizenzen darf der Pilot von einem Startplatz starten und auf einem der zugehörigen Landeplätze landen.

#### Streckenfliegen

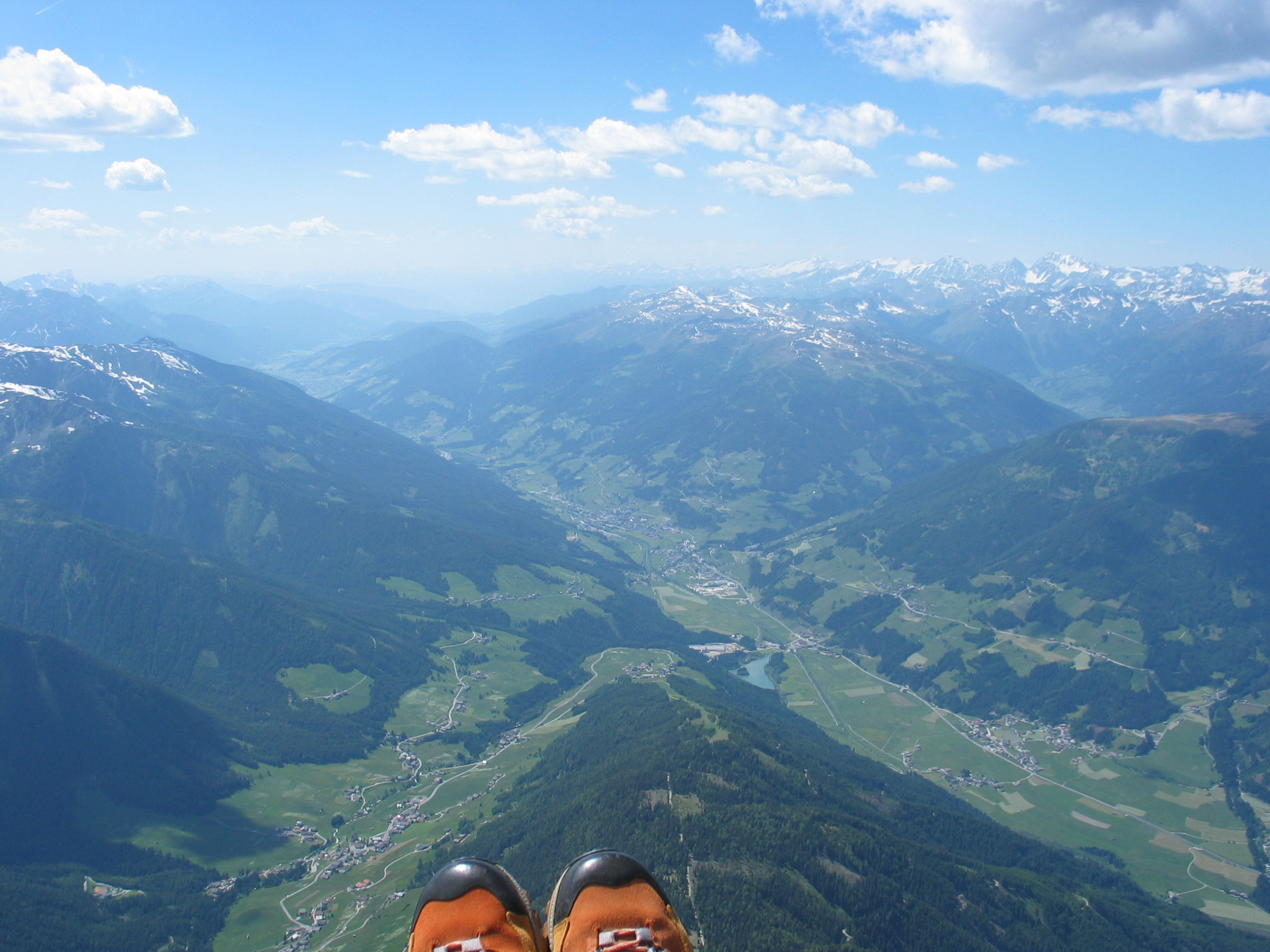
Pilotenblick beim Streckenfliegen vom Gailtal ins Pustertal

Nach vertiefender Ausbildung in den Fächern Navigation, Luftrecht, Meteorologie kann die theoretische Prüfung zum unbeschränkten Luftfahrerschein (Deutschland) bzw. zur Überlandberechtigung (Österreich) abgelegt werden. Sie soll dem Piloten das Rüstzeug für Überlandflüge mitgeben. Früher wurde diese Berechtigung B-Schein genannt. Für diese Erweiterung der Lizenz müssen zusätzlich 20 von einer Flugschule bestätigte Alleinflüge absolviert werden, die einen Höhenunterschied von mehr als 500 Metern sowie 10 davon eine Flugzeit länger als 30 Minuten aufweisen. Flugübungen sowie ein Überlandflug von 10 Kilometern Distanz unter Aufsicht eines Fluglehrers gehören ebenso zur Praxisausbildung. Mit dem dann erworbenen Schein darf der Pilot offiziell Streckenflüge mit einem beliebigen Landeplatz (auch Außenlandungen) durchführen.

#### Fluggebiete
In Deutschland müssen alle Start- und Landeplätze durch den Deutschen Hängegleiterverband als die vertretende Behörde zugelassen sein. Sie werden dann von örtlichen Flugsportvereinen oder Flugschulen unterhalten. In einigen Fluggebieten ist aufgrund örtlicher Gegebenheiten der unbeschränkte Luftfahrerschein Pflicht.

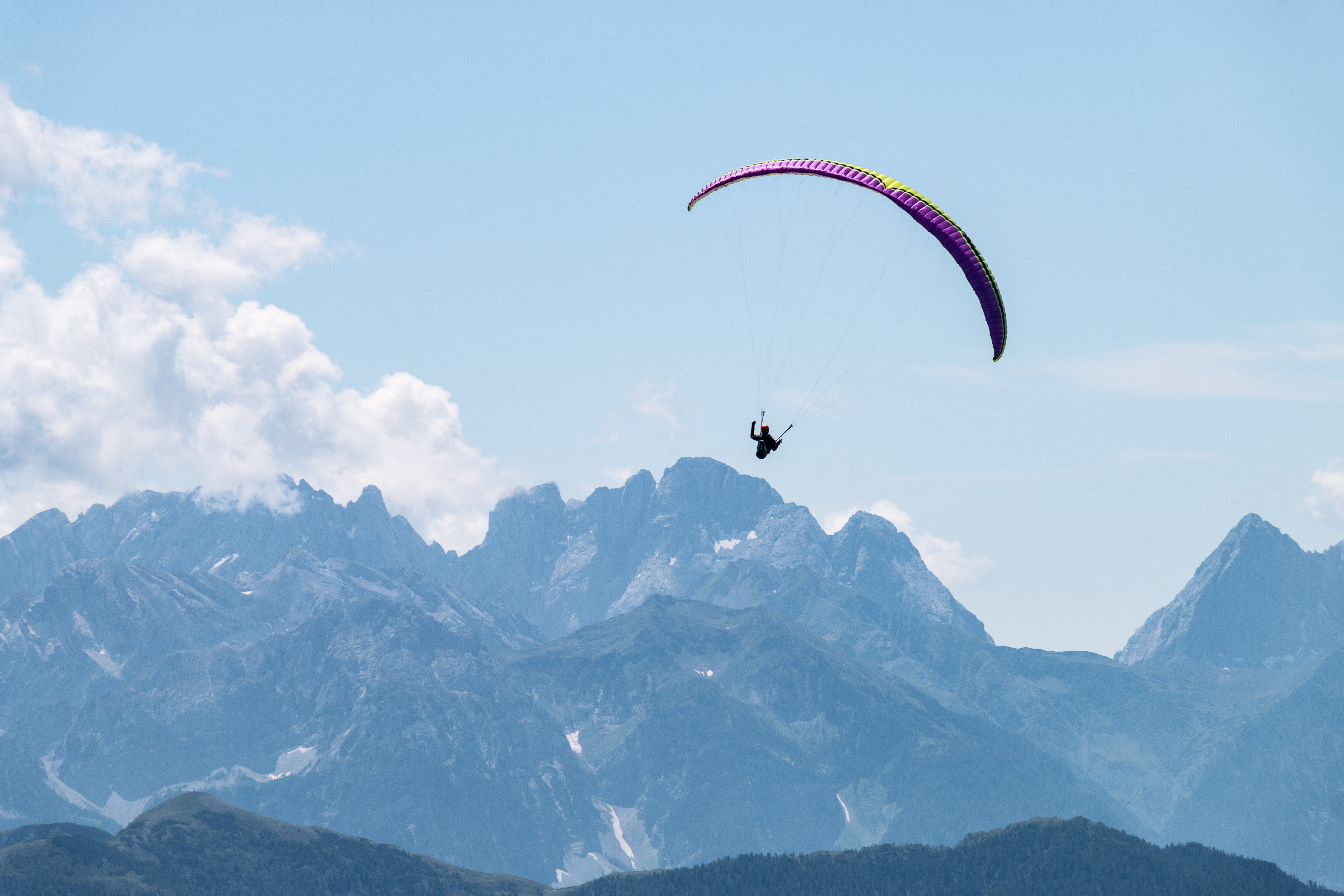
Gleitschirm über den Lienzer Dolomiten

In Österreich sind Startplätze nicht behördlich genehmigungspflichtig, jedoch muss eine Erlaubnis durch den Eigentümer oder Pächter eingeholt werden. Bei Flächen, die unter das Forstgesetz fallen, gibt es unterschiedliche Rechtsmeinungen, ob das Starten mit dem Gleitschirm Teil des forstrechtlichen Gemeinnutzungsrechts ist oder ob dafür eine Erlaubnis eingeholt werden muss. Meist kümmern sich Vereine oder Flugschulen um den Erhalt der Gelände und den Erwerb der Nutzungsrechte für die Start- und Landeplätze. Außenlandungen sind nicht genehmigungspflichtig, es empfiehlt sich jedoch, die ausgewiesenen Landeplätze zu verwenden.
In der Schweiz, in Frankreich, aber auch in Australien oder den USA reicht die Zustimmung der Grundstück-Eigentümer aus. In Berggebieten ist dies meistens pauschal durch die lokale Gemeinde als Eigentümerin geregelt. Es ist in jedem Fall üblich, bei der Flugplanung bei Ortskundigen nachzufragen.

#### Tandemfliegen

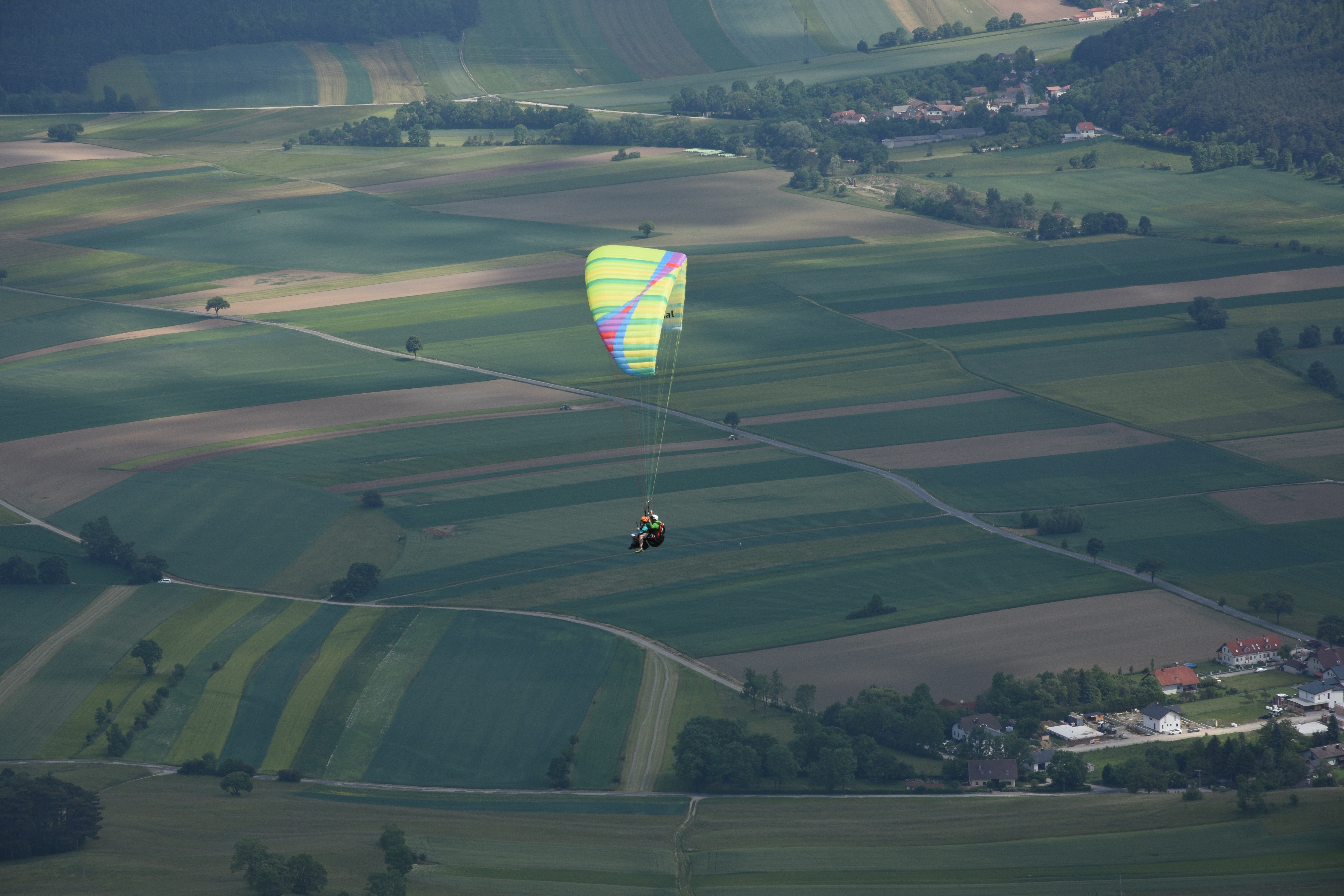
Tandemflug im Naturpark Hohe Wand, Niederösterreich

Um mit einem Passagier zu fliegen, braucht der Pilot eine zusätzliche Ausbildung. Neben einem Eingangstest, Flügen mit Fluglehrer und anderen Piloten, sowie einem Prüfungsflug, ist eine zusätzliche Theorieausbildung vorgeschrieben.
Passagiere brauchen keine Ausbildung und erhalten vor dem Start vom Piloten genaue Anweisungen.
Für Tandemflüge werden spezielle Tandemschirme verwendet.

#### Fluglehrerausbildung
Für angehende Fluglehrer ist eine spezielle Ausbildung mit einem zweiteiligen Eingangstest festgelegt. Der Prüfling hat in Theorie und Praxis ein überdurchschnittliches Können nachzuweisen. Dazu sind im theoretischen Eingangstest die Prüfungen für die beschränkte- (A-Lizenz) sowie die unbeschränkte (B-Lizenz) Gleitsegellizenz in einer verkürzten Zeit von 140 Minuten (statt 210 Minuten) abzulegen. Im praktischen Eingangstest weist der Prüfling bei verschiedenen Flugübungen und im Verhalten bei besonderen Fällen (z. B. Einklapper) bedachte und kontrollierte Schirmbeherrschung nach. Besteht der Prüfling den Eingangstest vor einem Prüfer, so wird er für die Fluglehrerassistenten Ausbildung zugelassen und durchläuft den Lehrgang Fluglehrerassistent, welcher mit einer Lehrprobe abschließt. Als geprüfter Fluglehrerassistent muss unter Fluglehreraufsicht die notwendige Ausbildererfahrung in einem Flugschulpraktikum gesammelt werden, bevor der abschließende Fluglehrerlehrgang absolviert wird. Der Fluglehrerlehrgang schließt mit einer theoretischen sowie einer praktischen Prüfung vor einer Auswahlkommission ab.

#### Versicherungen
Jeder Pilot muss zudem zur Ausübung dieser Luftsportart neben einer gültigen Lizenz eine Haftpflichtversicherung vorweisen können, die ausdrücklich Schäden abdeckt, die beim Gleitschirmfliegen verursacht werden (beispielsweise Flurschäden, Stromausfall, Körperverletzung Dritter). Zusätzlich wird eine Flugunfall- und Bergekostenversicherung empfohlen.

#### Jugendförderung
Da die Ausbildung zum Gleitschirmpiloten in Deutschland erst ab dem 14. Lebensjahr begonnen und frühestens im 16. Lebensjahr abgeschlossen werden kann, gibt es vergleichsweise wenige minderjährige Piloten im rechtlichen Sinn. Dennoch stellt der Deutsche Hängegleiterverband (DHV) seit 2001 ein Budget zur Jugendförderung bereit, das durch die Jugend-Kommission verwaltet wird. Diese nutzt die Mittel zur Förderung von Gleitschirm- und Drachenflug bezogenen Projekten, welche von anderen Organisationen wie Schulen und Vereinen durchgeführt werden. Ebenfalls werden direkt Angebote für junge Piloten bis 28 Jahre, meist in Form von Events mit Zeltlager-Charakter, angeboten. Dabei liegt der Fokus auf Spaß am gemeinsamen Fliegen und Finanzierbarkeit der Veranstaltung.
In Österreich erfolgt die Jugendförderung stattdessen durch Subventionierung des Lizenzerwerbs durch den Österreichischen Aeroclub (ÖAeC). Mitglieder unter 19 Jahren können um diese Förderung ansuchen.

### Schweiz
Für die Ausbildung anrechenbare Höhenflüge müssen in der Schweiz eine Höhendifferenz zwischen Start- und Landeplatz von mehr als 300 Metern haben.
Parallel dazu erfolgt die in fünf Bereiche gegliederte theoretische Ausbildung, die mit einer Prüfung abzuschließen ist. Hierbei handelt es sich um Material- und Wetterkunde, Fluglehre und -praxis, sowie um die diesbezügliche Gesetzgebung. Nach der theoretischen erfolgt die praktische Prüfung, in der innerhalb von maximal drei Flügen das Beherrschen des Fluggeräts bei Start, definierten Flugmanövern und der Ziellandung innerhalb eines vorgegebenen 30-Meter-Kreises gezeigt werden muss.
Nach diesen beiden Prüfungen, die der Schweizerische Hängegleiter-Verband im Auftrag des Bundesamtes für Zivilluftfahrt durchführt, darf man in der Schweiz einen Einzelplatz-Gleitschirm ohne Einschränkungen bezüglich Start- und Landeplatz oder Flugdistanz fliegen. Lediglich für das Fliegen mit Passagier ist eine weitere, strenge Prüfung notwendig.
Die theoretische sowie praktische Ausbildung sowie die Prüfungen können in einer der Amtssprachen Deutsch, Französisch oder Italienisch absolviert werden. Die Lizenz, ausgestellt von der Schweizerischen Eidgenossenschaft, (in der deutschsprachigen Schweiz Brevet genannt) gilt unbeschränkt und trägt die Titel
- Hängegleiter Ausweis
- Licence de vol libre (französisch)
- Licenza per aliante da pendio (italienisch)
- Hang gliding licence (englisch)

Für die Ausübung des Flugsports ist eine Haftpflichtversicherung notwendig. Ausländische Gastpiloten müssen mit ihrem Versicherer Kontakt aufnehmen, um sicherzustellen, dass ihre Versicherung auch Flüge im Schweizer Luftraum versichert und die Garantien (z. B. Deckungsbetrag für Schäden Dritter) genügen. Der Schweizerische Hängegleiterverband bietet auch 30-Tage-Versicherungen an.
In der Schweiz wird lediglich die Einwilligung des Grundeigentümers benötigt, um mit dem Gleitschirm starten zu dürfen. Auch hier werden Start- und Landeplätze meist von örtlichen Vereinen oder Flugschulen betreut. Häufig organisieren auch Bergbahnen die Start- und Landeplätze.

### Italien

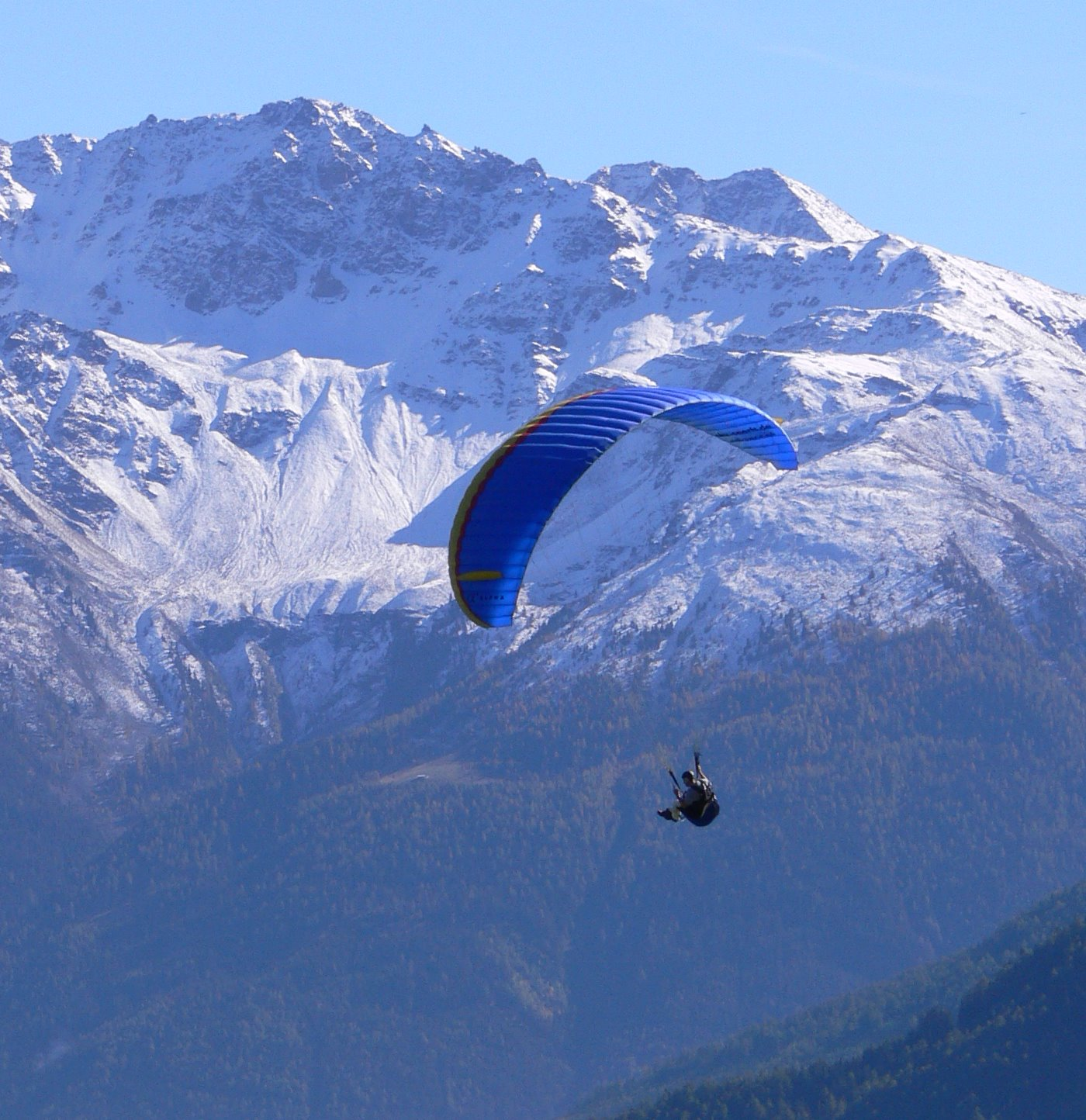
Vor der Ortlergruppe in Südtirol

Die Ausbildung zum Gleitschirmpiloten entspricht der in Österreich. Allerdings gibt es keine Unterteilung der Lizenz in Grundberechtigung und Überlandberechtigung. Die Ausbildungszeit erstreckt sich dafür in der Regel über ein halbes Jahr oder länger.
Jeder Pilot muss zum Fliegen neben seinem Pilotenschein zusätzlich ein ärztliches Zeugnis für Flugtauglichkeit und eine Flugversicherung vorweisen können. Start- und Landeplätze werden in der Regel von örtlichen Flugvereinen verwaltet, die meist eine Benutzungsgebühr verlangen. Als Mitglied eines Flugsportvereins oder Clubs erhält man eine generelle Erlaubnis für das Fluggebiet. Auch wenn dies viele ausländische Piloten nicht wissen, herrschen sehr strenge gesetzliche Regeln. So ist es in Italien gesetzliche Pflicht, eine so genannte „Nulla Osta“ (Unbedenklichkeitsbescheinigung) für den Sportflug vom jeweiligen Regierungskommissar mit sich zu führen, wenn man noch keine fertige Flugausbildung besitzt. Demnach ist die Flugausbildung von Nicht-Italienern offiziell nicht erlaubt. Dennoch gibt es einige (deutsche) Flugschulen, die in den Südtiroler Bergen ihre Ausbildung durchführen. Dies kann bei Unfällen oder anderen Zwischenfällen zu weit reichenden Konsequenzen führen.

### Frankreich
In Frankreich wird nach dem Motto des „vol libre“, übersetzt „freies Fliegen“ verfahren. Ausbildungsvorschriften und Lizenzen sind nicht erforderlich, aber empfohlen.
Gleitschirmflieger mit Motorantrieb gelten allerdings als Ultraleichtflugzeug (Ultra légère motorisée) und erfordern daher einen Luftfahrerschein für Luftsportgeräteführer mit:
- Theoretische und praktische Ausbildung als „Pilote d'ULM“ mit der Qualifikation „Parachutes motorisés“.
- Eine Musterzulassung des verwendeten Fluggeräts.
- Zulassungen sowie Lizenzen für mitgeführte Funkgeräte.

Im Gegensatz zu Deutschland gibt es keine generelle Flugplatzpflicht.
Auf Privatgrund ist das Einverständnis des Grundeigentümers notwendig, andernfalls kann die Versicherung jegliche Haftung ablehnen und der Landeigentümer nach Beobachten eines Starts oder Außenlandung vom Halter eine Entschädigungszahlung wegen Landschadens verlangen.
Da in Frankreich ein weit verzweigtes Netz von Tiefflug-Lufträumen besteht, die vom Militär für Tiefflugtraining sowie für Flüge mit unbemannten Luftfahrzeugen eingesetzt werden, ist Vorsicht geboten. Die Beschränkungsgebiete sind teilweise auch am Wochenende und in der Nacht aktiv und reichen in der Regel bis ca. 244 Meter (800 Fuß) über Grund. Es ist davon abzuraten, während der Betriebszeit im Band zwischen diesem Luftraum und dem Höhenprofil mit dem Gleitschirm zu fliegen. Jeder Luftraumbenutzer ist in Frankreich obligatorisch verpflichtet Informationen vorgängig über Luftraumbeschränkungen, NOTAM und Flugwetterprognosen einzuholen.

### Andere Länder

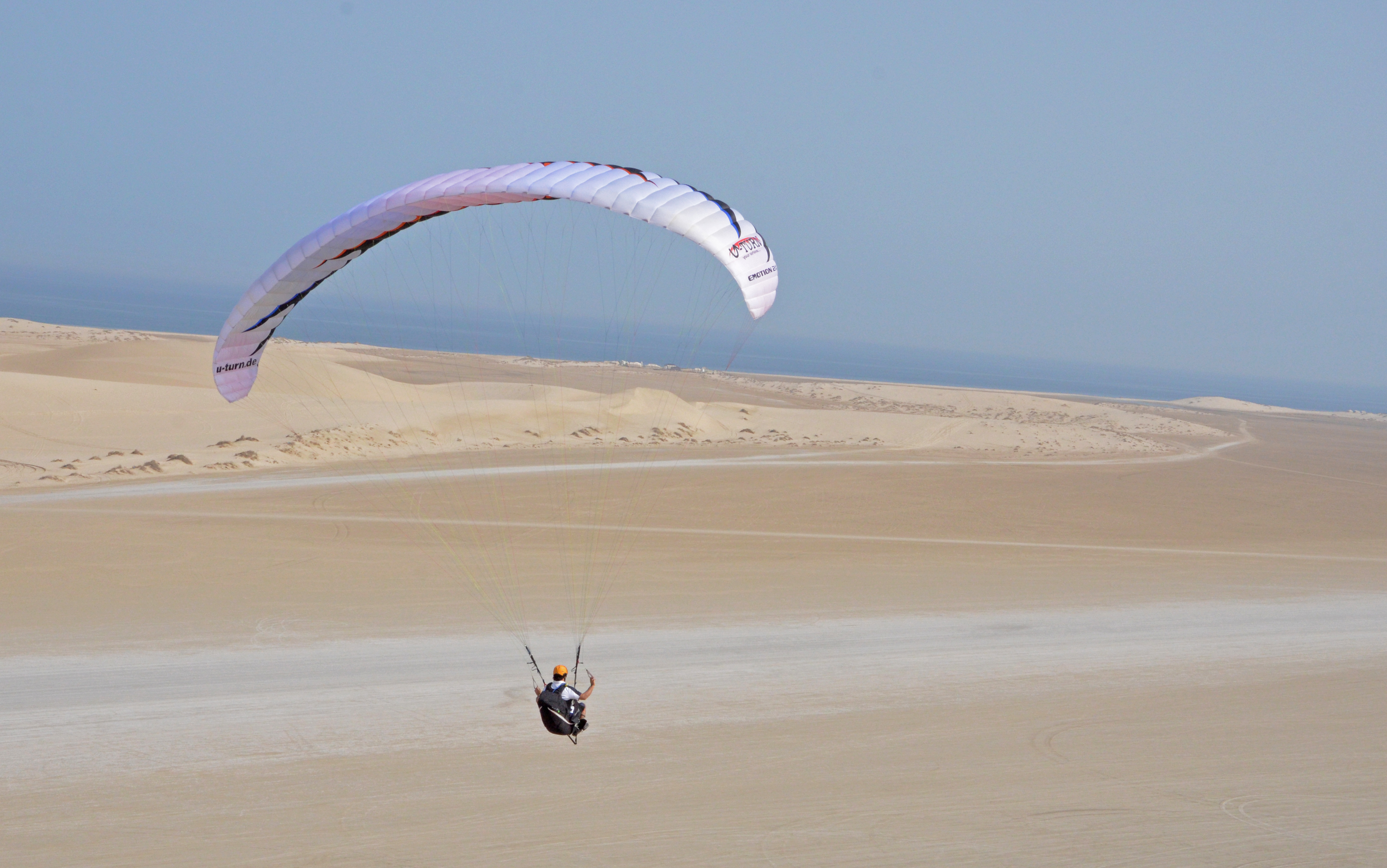
Gleitschirmfliegen in der Wüste in Katar

Mit einem gültigen Luftfahrerschein sowie einer IPPI-Card (englisch International Pilot Proficiency Information Card) der Fédération Aéronautique Internationale (FAI) ist das Gleitschirmfliegen in fast allen Ländern möglich. Das IPPI-Card Schema umfasst fünf grundlegende Stufen:
| # a) | Bezeichnung                                    | englisch         | Anmerkung                                              |
| ---- | ---------------------------------------------- | ---------------- | ------------------------------------------------------ |
| 1    | Nur so hoch fliegen, wie man auch fallen würde | Ground skimming  | Wird in der Praxis nicht ausgestellt                   |
| 2    | Höhenflüge                                     | Altitude gliding | Flüge mit ausreichender Höhe, um Manöver durchzuführen |
| 3    | Aktives Fliegen                                | Active flying    | Simulation von Klappern und einfache Abstiegshilfen    |
| 4    | Soaren                                         | Soaring          | Thermikflug und Soaren                                 |
| 5    | Erfahrener Pilot                               | Senior pilot     | Streckenflug                                           |

Für den D-A-CH Raum sind nur die Stufen 4 (entspricht Luftfahrerschein für Luftsportgeräteführer / Grundberechtigung für Paragleiter) und 5 (entspricht unbeschränktem Luftfahrerschein / Überlandberechtigung / Brevet) relevant, da es für die unteren Stufen kein Lizenz-Äquivalent gibt. Umgekehrt ist das Fliegen mit einer ausländischen IPPI-Card ab Stufe 4 möglich. Für Streckenflüge wird Stufe 5 benötigt. In Österreich wird die IPPI-Card seit 2017 nur noch von bestimmten Ländern akzeptiert.
In einigen Ländern sind, ähnlich wie in Frankreich, keine Lizenzen erforderlich, dennoch ist eine fundierte Ausbildung für die Ausübung des Sports angebracht. Die Flugschulen orientieren sich dabei gerne an den Vorgaben und Ausbildungsvorschriften anderer Länder. Zudem ist die bestehende Flugplatzpflicht für Gleitschirme in Deutschland eher die Ausnahme, als die Regel: Üblicherweise ist die Einwilligung des Grundeigentümers für den Start ausreichend. Meist kümmern sich Flugschulen oder Vereine, vielerorts auch Bergbahnbetreiber oder Tourismusverbände um den Erhalt der Gelände.

### Sicherheitstraining

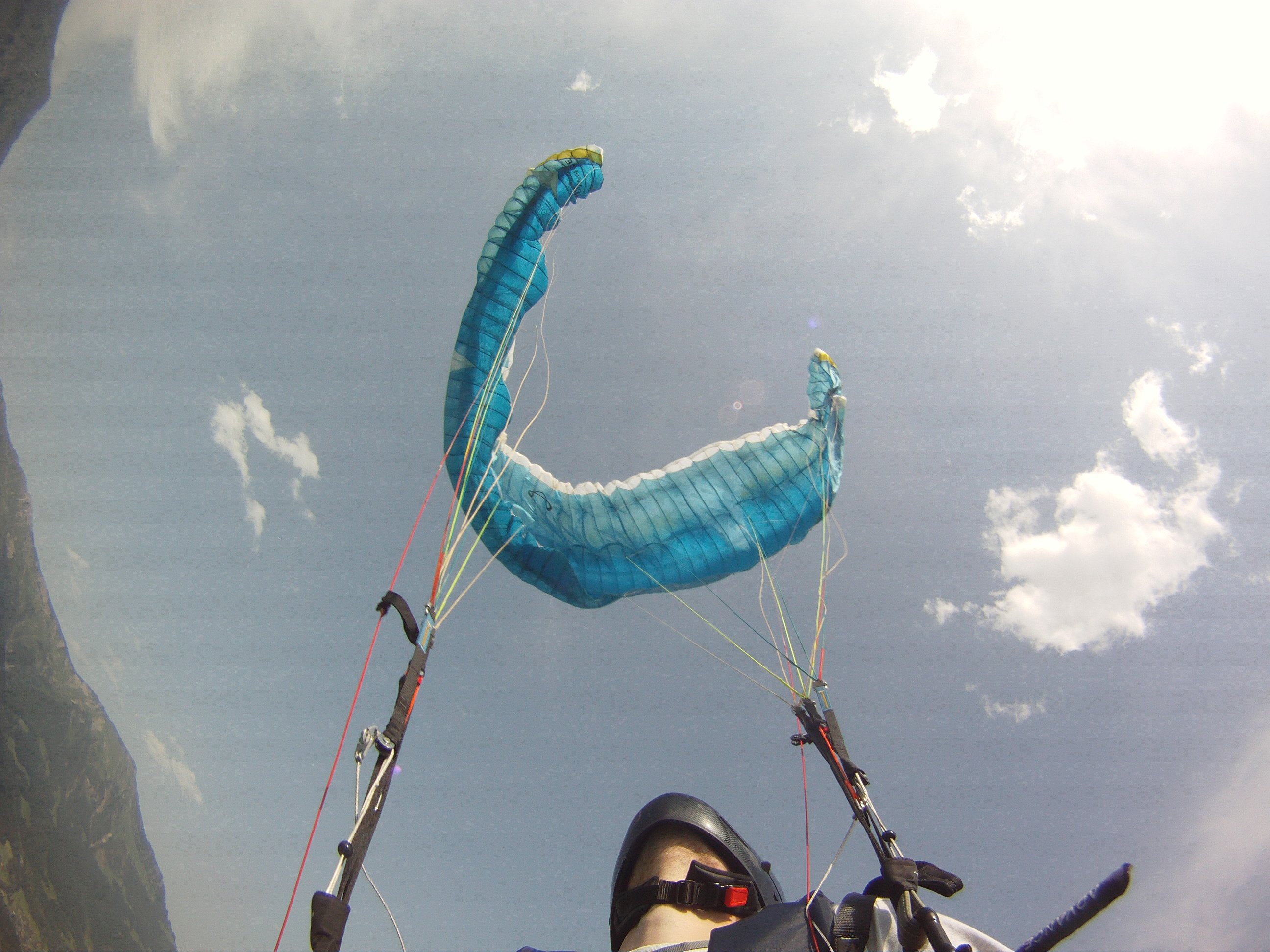
Fullstall mit dem Gleitschirm

Auch nach abgeschlossener Ausbildung können noch Fortbildungen durch Sicherheitstrainings – international SIV genannt (abgeleitet vom französischen Simulation d’Incident en Vol ‚Simulation eines Flugvorfalles‘) – gemacht werden.

„Für sichere Flüge in stärkeren thermischen Bedingungen ist der Fortbildungsstand Sicherheitstraining mit dem aktuellen Gerät unumgänglich.“

Dabei wird unter professioneller Anleitung der Umgang mit Extremflugsituationen trainiert, um die entsprechenden Piloten-Reaktionen zu automatisieren. Sicherheitstrainings finden fast ausschließlich über Wasser statt, um die Verletzungsgefahr zu minimieren, wobei die Trainierenden üblicherweise Schwimmwesten tragen und ein Rettungsboot für eine eventuelle Wasserlandung zur Verfügung steht.
Ein Sicherheitstraining ist eine der Voraussetzung, um in der Schweiz überhaupt mit der Tandem-Ausbildung beginnen zu dürfen.

## Wettkampf

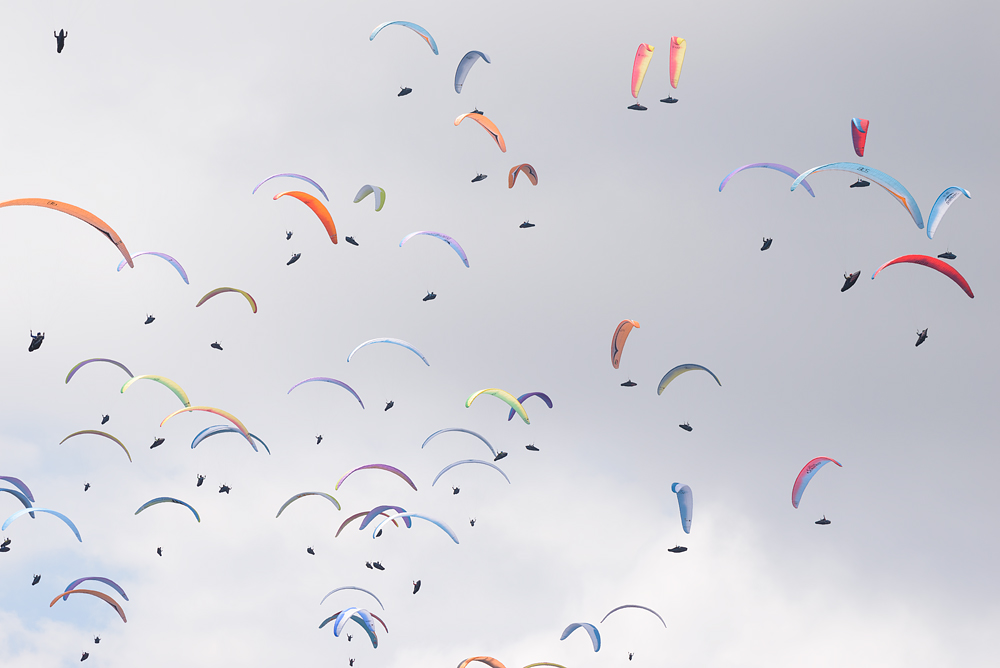
15. FAI Gleitschirm Weltmeisterschaft in Monte Avena (Italien) 2017

Der Gleitschirmsport wird in verschiedenen Disziplinen ausgeübt und unter der Aufsicht der FAI durchgeführt:
- Als klassische Disziplin hat sich das Streckenfliegen etabliert. Hier werden neben clubinternen, regionalen und nationalen auch internationale Wettkämpfe durchgeführt (siehe Paragliding World Cup, Gleitschirm-WM und Paragliding Grand Prix). Neben diesen organisierten Events ist es auch möglich, an Online-Bewerben teilzunehmen (siehe XContest bzw. Online-Contest).
- Eine weniger verbreitete klassische Disziplin ist das Punktlanden. Hier wird versucht, möglichst nah (im cm-Bereich) an einem vorgegebenen Punkt zu landen. Die erste Weltmeisterschaft fand vom 12. – 19. August 2000 in Middle Wallop (Vereinigtes Königreich) statt.[35]
- Eine jüngere Wettkampfdisziplin des Gleitschirmsports ist die Gleitschirmakrobatik. Eine Weltmeisterschaft wurde 2006 etabliert. Wettbewerbe werden sowohl im Einzel (Solo) als auch für Zweierteams (Syncro) veranstaltet.

Es gibt weitere Wettbewerbe, die nicht unter der Aufsicht der FAI durchgeführt werden:
- Beim Biwakfliegen wird über mehrere Tage hinweg eine große Strecke lediglich mit Gleitschirm oder zu Fuß zurückgelegt: etablierte Wettbewerbe in dieser Disziplin sind die Red Bull X-Alps und X-Pyr.
- Ein „Wettkampf“ ganz anderer Art ist der Coupe Icare, der jährlich in Saint-Hilaire in Frankreich stattfindet. Prämiert werden die besten Verkleidungen und ungewöhnlichsten Ideen. So flog zum Beispiel 2006 eine umgebaute Citroën 2CV „Ente“ an einem Gleitschirm.[36]

Motorschirmfliegen wird als eigenständige Sportrichtung angesehen. In Deutschland gehört es rechtlich zum UL-Fliegen und wird daher vom Verkehrsministerium nicht dem für das Gleitschirmfliegen zuständigen DHV, sondern dem Deutschen Motorschirm-Verband (DMSV) als beauftragtem Verband zugeordnet. Auch international werden Motorschirmflieger von einer anderen Kommission innerhalb der FAI vertreten (CIMA).
Mit Streckenfliegen und Punktlanden bewarb die FAI Gleitschirmfliegen als eine von insgesamt 26 Sportarten für die Aufnahme in das olympische Programm für die Olympischen Sommerspiele 2020 in Tokio.
Die FAI schaffte es allerdings nicht über die erste Bewerbungs-Phase hinaus.
Für bekannte Gleitschirmpiloten in diesen Wettkämpfen siehe Liste bekannter Gleitschirmpiloten.
Für Weltmeister siehe Liste der Weltmeister im Gleitschirmfliegen.

## Rekorde
Alle Kontinental- und Weltrekorde müssen von der Fédération Aéronautique Internationale (FAI) ratifiziert werden, wobei Gleitschirmfliegen die Subklasse „O-3“ der Klasse „O: Hang Gliding and Paragliding“ darstellt. Die FAI führt folgende Arten von Rekorden für Gleitschirmfliegen:
| Art des Rekordes | Kategorie | Rekordhalter             | Leistung | Datum         | Ort             |
| --- | --------- | ------------------------ | -------- | ------------- | --------------- |
| Freie Strecke (Free distance) | Allgemein | Sebastien Kayrouz        | 609,9 km | 20. Juni 2021 | Del Rio (Texas) |
| Gerade Strecke zu angekündigtem Ziel (Straight distance to a declared goal)                                                                                         |           |                          |          |               |                 |
| Streckenflug über einen angekündigten Dreiecks-Kurs (Declared distance over a triangular course)                                                                    |           |                          |          |               |                 |
| Streckenflug mit bis zu drei Wendepunkten zu angekündigtem Ziel (Declared distance using up to 3 turn points)                                                       |           |                          |          |               |                 |
| Streckenflug zu angekündigtem Ziel mit Rückkehr zum Ausgangspunkt (Declared out-and-return distance)                                                                |           |                          |          |               |                 |
| Freie Strecke über einen Dreiecks-Kurs (Free distance around a triangle course)                                                                                     | Allgemein | Baptiste Lambert         | 350,5 km | 20. Aug. 2023 | Col de l’Izoard |
| Freie Strecke über einen Dreiecks-Kurs (Free distance around a triangle course)                                                                                     | Frauen    | Brigitte Kurbel          | 269,1 km | 24. Juni 2019 |                 |
| Freie Strecke über einen Dreiecks-Kurs (Free distance around a triangle course)                                                                                     | Tandem    | Stefan Lau               | 233,2 km | 2. Juni 2019  |                 |
| Freie Strecke mit bis zu drei Wendepunkten (Free distance using up to 3 position checkpoints)                                                                       | Allgemein | Marcelo Prieto           | 587,5 km | 10. Okt. 2019 |                 |
| Freie Strecke mit bis zu drei Wendepunkten (Free distance using up to 3 position checkpoints)                                                                       | Allgemein | Rafale de Moraes Barros  | 587,5 km | 10. Okt. 2019 |                 |
| Freie Strecke mit bis zu drei Wendepunkten (Free distance using up to 3 position checkpoints)                                                                       | Allgemein | Rafale Monteiro Saladini | 587,5 km | 10. Okt. 2019 |                 |
| Freie Strecke mit bis zu drei Wendepunkten (Free distance using up to 3 position checkpoints)                                                                       | Frauen    | Yael Margelisch          | 531,8 km | 12. Okt. 2019 | Caicó           |
| Freie Strecke mit bis zu drei Wendepunkten (Free distance using up to 3 position checkpoints)                                                                       | Tandem    | Honorin Hamard           | 386,9 km | 10. Nov. 2015 |                 |
| Freie Strecke mit Rückkehr zum Ausgangspunkt (Free out-and-return distance)                                                                                         |           |                          |          |               |                 |
| Höchstgeschwindigkeit über einen 25/50/100/150/Vielfaches von 100 km Dreiecks-Kurs (Speed over triangular courses of 25, 50, 100, 150, and all multiples of 100 km) |           |                          |          |               |                 |
| Höchstgeschwindigkeit über 100 km bzw. Vielfaches von 100 km mit Rückkehr zum Ausgangspunkt (Speed over out-and-return courses of 100 and all multiples of 100 km)  |           |                          |          |               |                 |
| Höhengewinn (Gain of height) | Allgemein | Antoine Girard           | 5854 m   | 15. Feb. 2019 | Aconcagua       |

Zusätzlich gibt es weitere Rekorde in den Sonderkategorien Punktlanden und Gleitschirmakrobatik.
Nationale Rekorde werden von den jeweiligen nationalen Verbänden verwaltet.

## Faszination

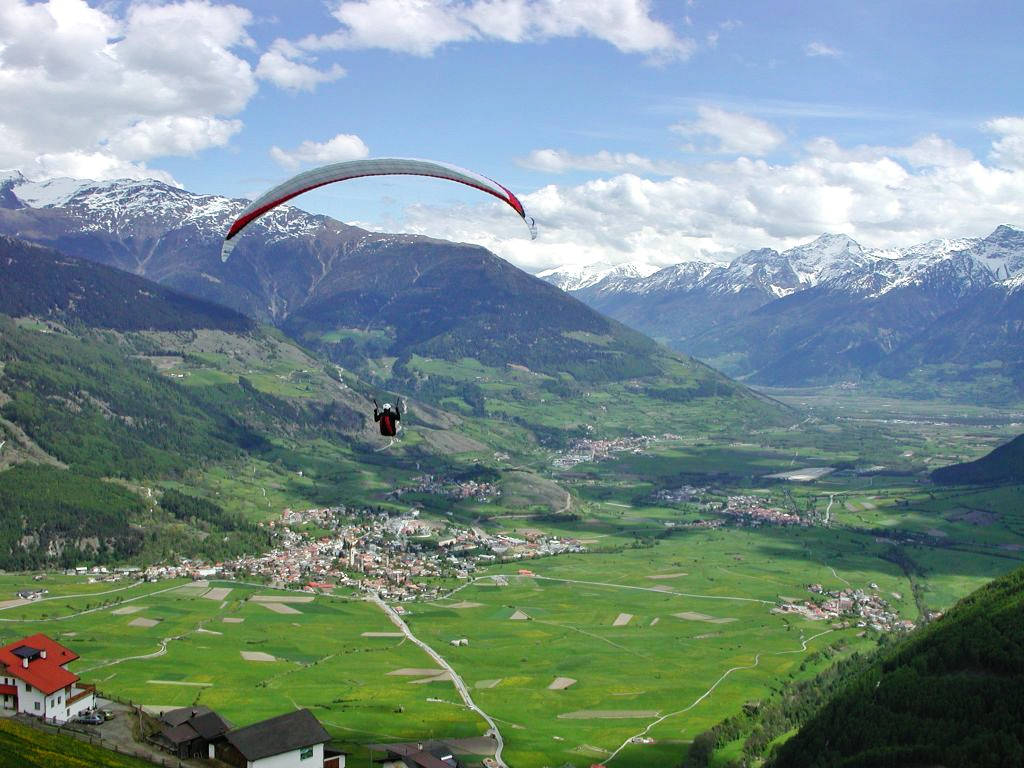
Abheben in die Natur

Die motorlose, naturverträgliche Luftsportart übt eine große Faszination aus, erfüllt sie doch den „Traum vom Fliegen“ aus eigener Kraft im Spiel mit den Naturgewalten. Manche Piloten sprechen gar von einem „Suchtpotenzial“, was aber fachbegrifflich meist auf einer Verwechslung mit „Leidenschaft für das Fliegen“ beruht. Gleitschirmfliegen ist die einfachste Art, die Welt aus der Vogelperspektive zu betrachten. Dies gilt sowohl für ausgebildete Piloten als auch für einen mitfliegenden Passagier bei einem Tandemflug.
Die meisten Piloten begründen ihr Hobby mit der unmittelbaren Nähe zur Natur, ohne „Blech und Glas“ um sich herum den Wind im Gesicht zu spüren, sich lautlos von der Kraft der Natur in die Höhe tragen zu lassen.
Dieser Sport bietet ihnen auch verschiedene Facetten: Manche begnügen sich mit einfachen Gleitflügen über die Landschaft im Winter oder in ruhiger Morgenluft. Andere bevorzugen „sportlichere“ Bedingungen bei Thermik, um „auf Strecke“ zu gehen. Wieder andere genießen die Natur beim Hike and Fly, lieben das puristische Biwakfliegen oder finden als Gleitschirm-Akrobaten ihr Betätigungsfeld.
Weitere Gründe, die von begeisterten Gleitschirmpiloten angeführt werden, sind:
- Man kann mit vergleichsweise geringem technischem und finanziellem Aufwand die dritte Dimension erleben.
- Die Umwelt wird durch das Fliegen in dieser Form nicht durch Emissionen beeinträchtigt.
- Start- und Landeplätze benötigen wenig Platz – eine kleine (am besten gemähte) Wiese reicht zum Starten und Landen aus.
- Einfacher Transport des Fluggerätes – zusammengefaltet umfasst eine gewöhnliche Ausrüstung das Volumen eines etwas größeren Rucksackes und wiegt etwa zehn bis achtzehn Kilogramm. So lässt sich das Fluggerät an jeden beliebigen Ort tragen.
- Selbst weniger sportliche Menschen können diesen Sport erlernen und ausüben.
- Man kann dieses Hobby sowohl allein als auch in einem Verein betreiben. So gibt es in Deutschland ca. 300[56], in der Schweiz über 100[57] und in Österreich 97[58] Gleitschirmclubs, welche die Organisation der Fluggelände und gesellige Aktivitäten übernehmen.

Gleitschirmfliegen erfordert keine Schwindelfreiheit. Nicht schwindelfreie Personen berichten, dass sie, eingespannt in das Gurtzeug, nicht mehr das Gefühl haben, stürzen zu können, wie beispielsweise freistehend an einer Geländekante. Der Körper ist etwas oberhalb seines Schwerpunkts im Brustbereich an zwei Traggurten aufgehängt und dadurch in Bezug auf die drei Drehachsen in stabiler Gleichgewichtslage. Diese Gurte und die nach oben auseinanderstrebenden Leinen stellen die Richtung der Aufhängekräfte dar. Indem sie durch das Gesichtsfeld des Piloten verlaufen, bieten sie dem Gleichgewichtssinn einen optischen Anker. Ein Balancieren wie beim Stehen ist nicht erforderlich.

## Passagierfliegen

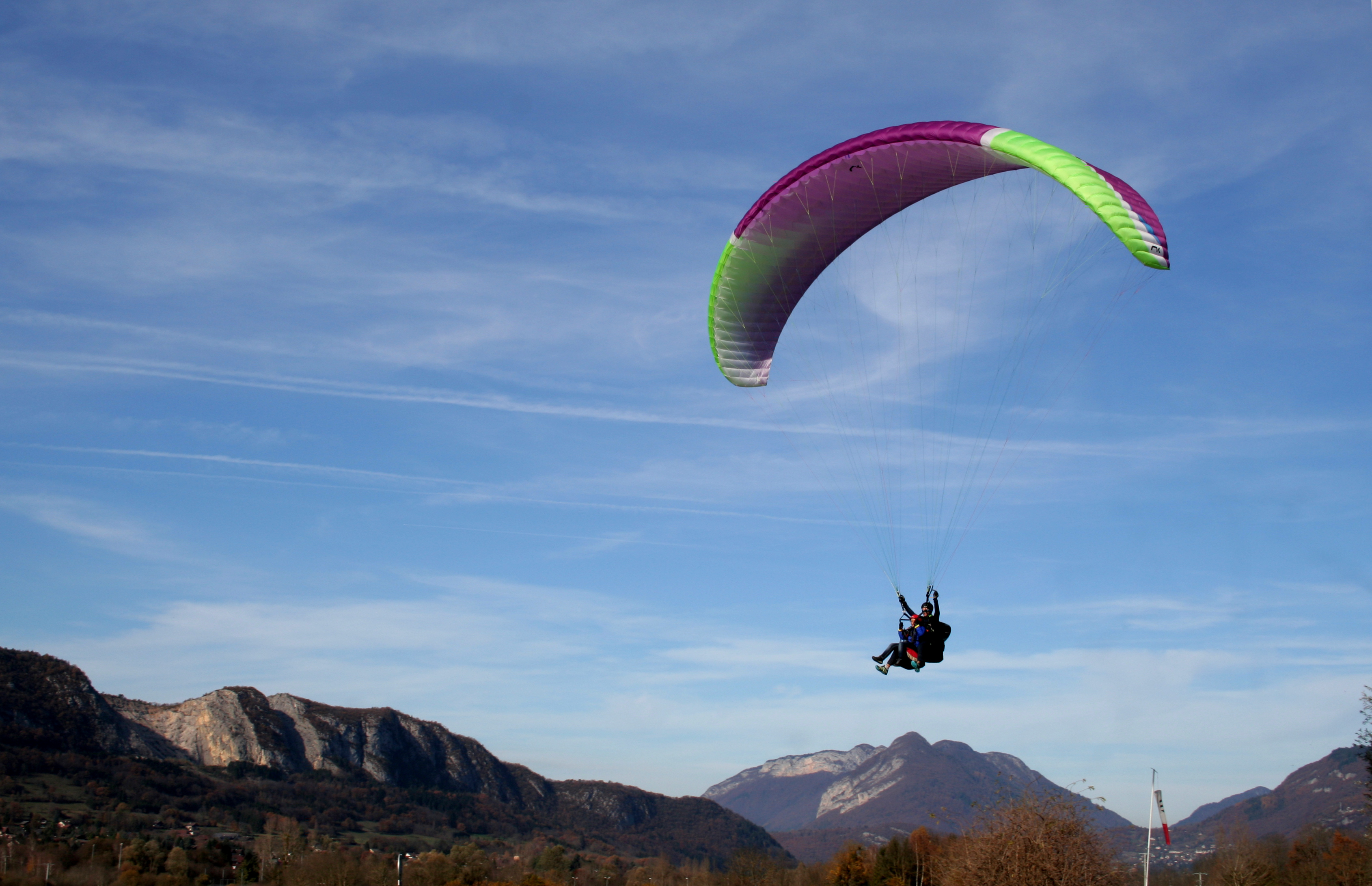
Tandemflug im französischen Département Haute-Savoie

Grundsätzlich sind auch Flüge zu zweit unter einem Gleitschirm möglich. Der Pilot und sein Passagier sitzen jeweils in einem eigenen Gurtzeug voreinander und sind durch eine Tandemspreize mit dem Schirm verbunden. Es können mit Passagier alle Flugmanöver geflogen werden, selbst Akrobatikflug ist möglich. Durch die Sitzposition voreinander kann der Passagier bei Bedarf (in Deutschland und Österreich allerdings verboten) auch die Steuerleinen und die Steuerung des Flugs übernehmen.
Im Unterschied zum „Tandemsprung“ beim Fallschirmspringen sprechen die Gleitschirmflieger bei ihrem Sport von einem „Tandemflug“.

## Gleitschirmfliegen und Umwelt

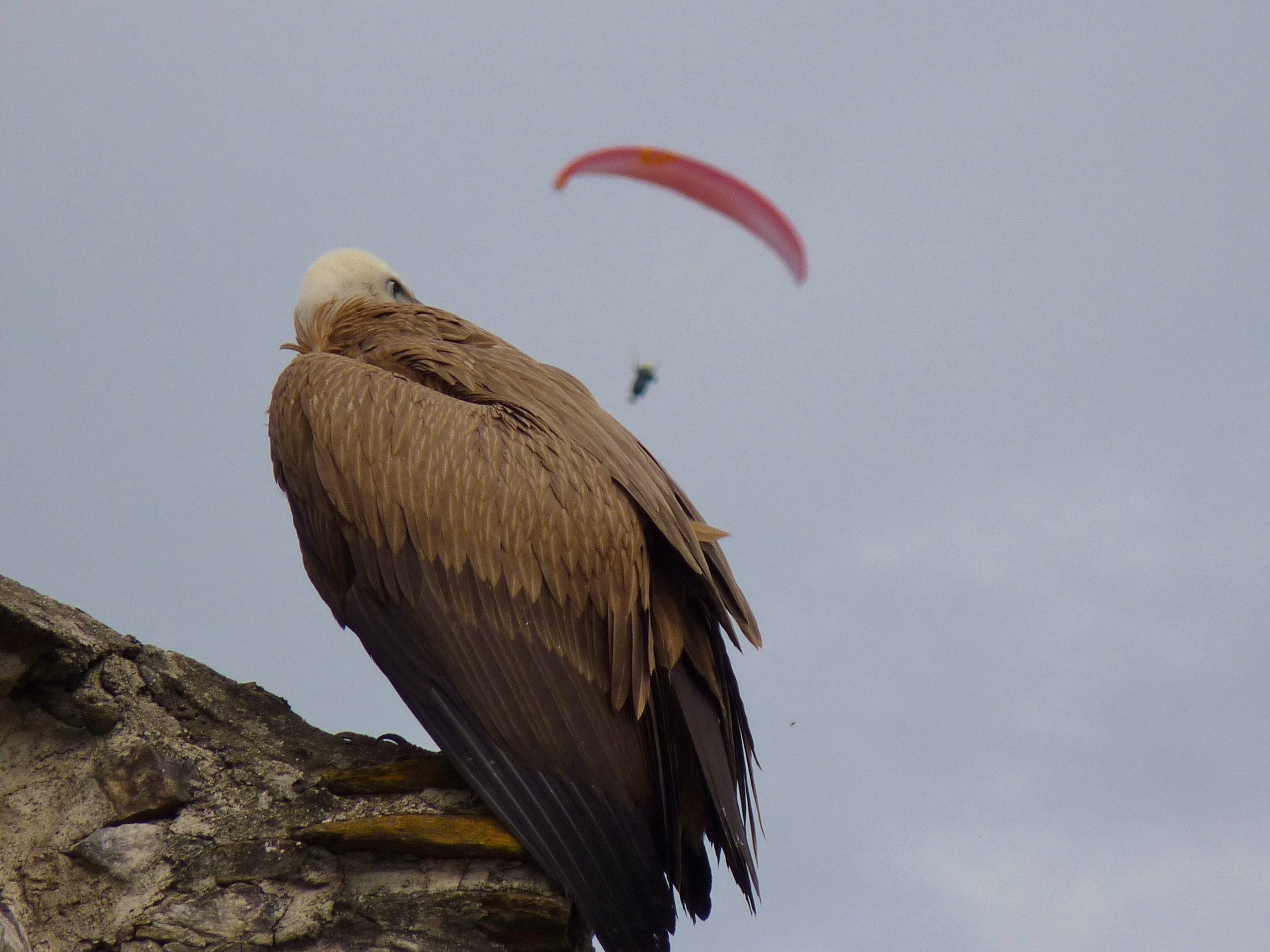
Uneinigkeit besteht in der Frage, ob Wildtiere in ihrem natürlichen Lebensraum gestört werden (Gänsegeier)

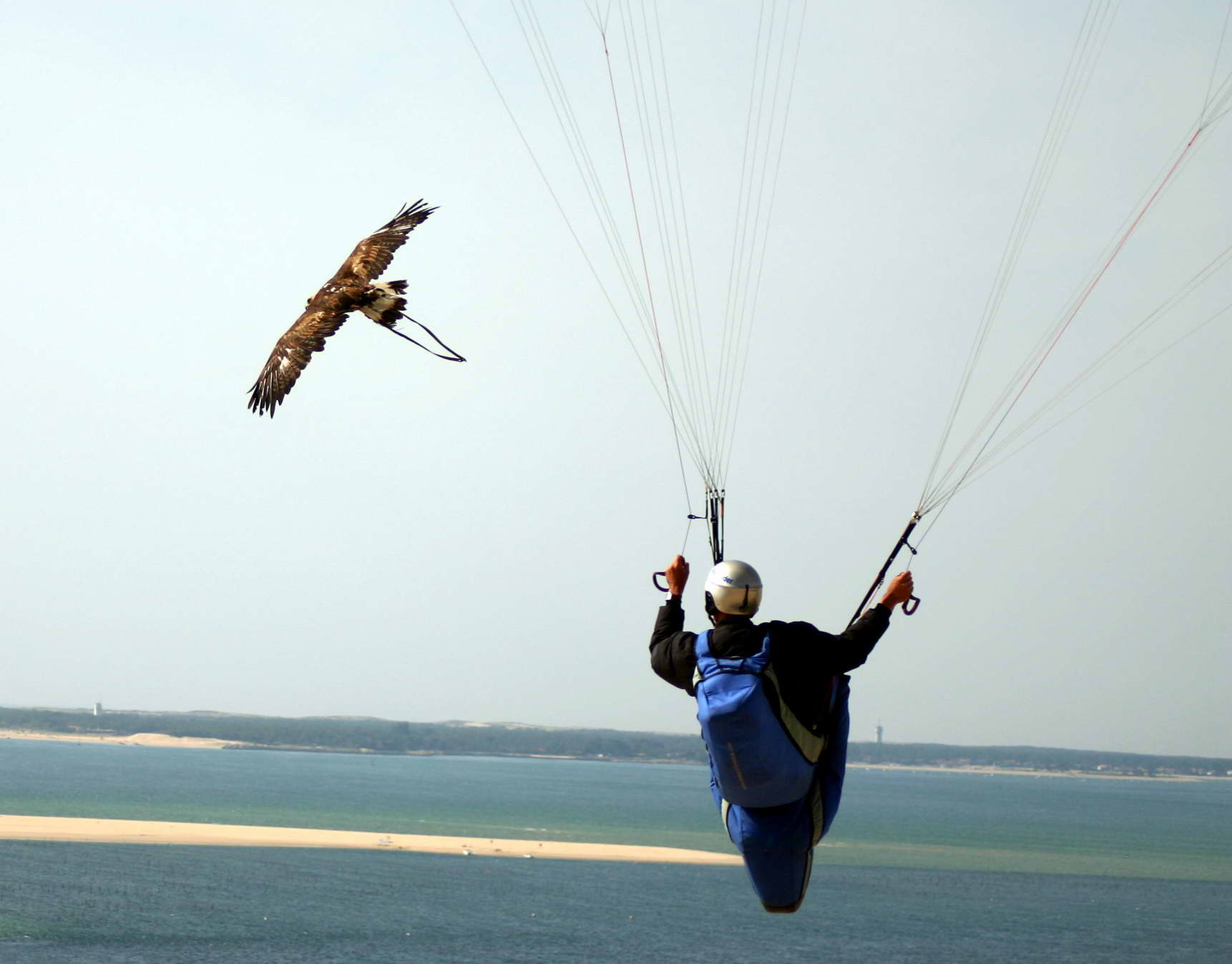
Parahawking mit einem Steinadler

Gleitschirmfliegen selbst ist ein naturnaher und umweltfreundlicher Sport, da es keinen Lärm und keine Abgase produziert.
Das Starten bedarf eines sicheren Startplatzes in Höhenlage und geeigneten Winds. Länger dauernde Einzelflüge benötigen Aufwinde, ob am Geländeanstieg oder durch Erwärmung. Auf passendes oder auch nur zu erwartendes Flugwetter hin muss zeitnah mit – heute nur mehr – etwa 15 kg Ausrüstung plus Kälteschutzkleidung der geeignete Startplatz erreicht werden. Das erfolgt in der Regel durch individuell genutztes Auto, mitunter auch durch Nutzung einer Seilbahn auf einen Berg. Der Transfer des Piloten vom Landeort zurück (zum Wagen) erfolgt wiederum autointensiv, mitunter per Mitfahrt, vulgo Autostoppen. Mobiltelefonie und Kooperation der Flieger untereinander und mit ihren Unterstützern erleichtert die nötige Logistik. Der autotypische Energieverbrauch, Platzbedarf (Abstellen am Berg), Schadstoffausstoß und Lärm sind damit verbunden. Geringe Weganteile werden zu Fuß mit schwerem Rucksack überwunden, Rückfahrten von weiten Streckenflügen teilweise auch unter Nutzung von öffentlichen Verkehrsmitteln.
Viele Jäger und Landschaftsschutzbehörden stehen dem Gleitschirmfliegen kritisch gegenüber. Uneinigkeit besteht in der Frage, ob Wildtiere in ihrem natürlichen Lebensraum gestört werden. Am häufigsten wird das Argument angeführt, dass Rot- und Steinwild die großen fliegenden Geräte für Greifvögel halten und deswegen die Flucht ergreifen. Eine langfristige und unabhängige wissenschaftliche Untersuchung der Universität Bern am Augstmatthorn im Berner Oberland hat gezeigt, dass gewisse Probleme durch die Freizeitgesellschaft als Gesamtes durchaus bestehen, jedoch der Anteil des Flugsports daran sehr gering ist. Hier üben Wanderer, Mountainbiker und andere alpine Freizeitaktivitäten durch ihre Nähe einen weit größeren Druck auf das Verhalten der Tiere aus. Weitere Studien im Auftrag des Deutschen Hängegleiterverbands bestätigen dies.
Es ist davon auszugehen, dass bei Tieren in und um Fluggebiete ein Gewöhnungseffekt eintritt, vergleichbar mit Stadttauben mitten im Straßenverkehr. In wenig oder gar nicht beflogenen Gebieten sind die Tiere dagegen leichter zu erschrecken. Dem Piloten obliegt daher insbesondere bei Überlandflügen eine besondere Aufmerksamkeitspflicht.
Greifvögel scheinen nach vielfältigen Erfahrungsberichten in der Thermik kreisende Gleitschirme, Hängegleiter und Segelflugzeuge außerhalb der Brutzeit und abseits ihrer Horste nicht als Bedrohung zu sehen. Immer wieder kommt es zu gemeinsamen Flügen im gleichen Aufwind. Beim Parahawking werden Greifvögel dazu abgerichtet, den Gleitschirmpiloten über längere Strecken zu begleiten.

## Ähnlichkeiten und Unterschiede zu verwandten Luftsportarten

### Fallschirmspringen
Flächenfallschirme sind Gleitschirmen von Aussehen und Wahrnehmung her für den Laien am ähnlichsten. Trotzdem sind beide Sportarten grundverschieden: Während beim Fallschirmspringen der Schirm „nur“ ein Mittel ist, um schadlos aus dem freien Fall zu Boden zu kommen, bietet der Gleitschirm die Möglichkeit auch einer horizontalen oder aufwärts steigenden Fortbewegung. Ebenso springen Gleitschirmflieger (bis auf Akropiloten) nicht aus einem Flugzeug heraus, sondern laufen auf einem geneigten Gelände an und lassen sich durch die Aerodynamik ihres Gleitschirmes in die Luft heben. Auch daher ist der Begriff „Gleitschirmspringer“ beim Gleitschirmfliegen nicht angemessen und gilt als verpönt.
Base-Jumping wird zum Fallschirmspringen gezählt, auch wenn es hier mitunter essentiell ist, per Horizontalbewegung – schon während des Absprungs und auch während der Zeit am Schirm – von der Absprungbasis weg und zu einer geeigneten Landestelle hin zu kommen.

### Hängegleiten
Hängegleiter, umgangssprachlich auch Drachen genannt, erlauben wie die Gleitschirme einen Fußstart vom Berg, werden jedoch von Gestänge aufgespannt. Ihre Entwicklung verlief ähnlich, ging dem Gleitschirm aber um etwa zwanzig Jahre voraus. In ihrer Bauart und Steuerung unterscheiden sie sich erheblich. Der Drachenflügel ist selbsttragend und wird vor dem Flug aus einem mehrere Meter messenden, länglichen Paket zusammengebaut. Er wird durch Verlagerung des Pilotengewichts gesteuert. Während man in einem Gleitschirmgurtzeug sitzt oder auf dem Rücken liegt, nehmen Drachenpiloten meist eine flach auf dem Bauch liegende Position ein. Piloten sprechen vom Fluggefühl eines Vogels. Weitere Unterschiede liegen in der wesentlich höheren Fluggeschwindigkeit, in den besseren Gleiteigenschaften und einer damit zusammenhängenden geringeren Empfindlichkeit für Turbulenzen und Starkwind. Die Gefahr des Einklappens der Tragfläche besteht bei Hängegleitern nicht. Wegen der längeren Ausgleitstrecke benötigen sie deutlich mehr Platz für die Landung.
Trotz dieser Unterschiede wird das Drachenfliegen von vielen Piloten als die dem Gleitschirmfliegen am nächsten verwandte Art des Fliegens gesehen, was sich auch darin spiegelt, dass beide Gruppen meist in einem gemeinsamen nationalen Verband organisiert sind.
Der Boom des Gleitschirmfliegens zwischen 1990 und 2000 fiel mit einem Rückgang des Drachenfliegens in ähnlicher Größenordnung zusammen. Als Grund werden die einfachere Handhabung am Boden und der geringere Aufwand beim Transport des Gleitschirms angesehen.

### Segelfliegen
Auch Segelflieger nutzen die Aufwinde wie die Piloten der vorgenannten Fluggeräte. Segelflugzeuge unterscheiden sich jedoch durch ihre aufwändigere Bauart und Steuerung mittels Höhen-, Seiten- und Querruder. Ihre Leistungsdaten bezüglich Fluggeschwindigkeit, Gleitleistung und Flugdistanzen sind bedeutend besser als die von Gleitschirmen. Dafür gelingt es mit diesen besser, auch schwache Hangaufwinde und enge, räumlich begrenzte Thermikbärte zu nutzen.
Segelflugzeuge sind in der Regel verhältnismäßig gut instrumentiert und erhalten daher gelegentlich Freigaben für den Luftraum C oberhalb FL100 (bzw. FL130, s. o.). Sie können dann auch schnelle Höhenwinde und Aufwinde wie Föhnwellen bis in Höhen oberhalb von 5000 m ausnutzen.

### Speed Flying und Speed Riding
Speed Flying und Speed Riding sind aus dem Gleitschirmfliegen hervorgegangen. Speed Flying wird überwiegend in der thermikarmen Zeit, z. B. im Winter (auch mit Ski) oder bei Starkwindbedingungen betrieben. Verwendet werden dazu Gleitschirme mit kleiner Fläche (8–14 m²) und damit höherer Flächenbelastung, kleinerer Gleitzahl und daraus resultierend höherer Fluggeschwindigkeit – erreicht werden 60–120 km/h. Diese Speedwings sind auch bei stärkerem Wind einsetzbar. Die Leinen sind kürzer und erlauben dadurch ein Auslegen auf schmalen und kurzen Startplätzen.

## Verbände
Auf internationaler Ebene wird Gleitschirmfliegen – zusammen mit Hängegleiten – durch die Fédération Aéronautique Internationale (FAI) – im Speziellen von der Internationale Hängegleiter- und Gleitschirmflug-Kommission (CIVL) vertreten.
Nationale Verbände sind Mitglieder dieses Weltverbandes:
- Deutscher Aero Club (DAeC)
- Deutscher Hängegleiterverband (DHV)
- Österreichischer Aero-Club (ÖAeC)
- Schweizerischer Hängegleiter-Verband (SHV)
- Federazione Italiana Volo Libero (FIVL)